# Eisenbahn-Romantik/Episodenliste
Diese Episodenliste enthält die Episoden der am 7. April 1991 erstausgestrahlten SWR-Sendung Eisenbahn-Romantik.

## Episoden
Einige Sendungen waren Sondersendungen, die nicht in die laufende offizielle Nummerierung eingebunden sind.

### 1991 (Folgen 1 bis 11)
| Nr. (ges.) | Nr. (St.) | Originaltitel                                                                        | Erstausstrahlung D | Episodendauer |
| ---------- | --------- | ------------------------------------------------------------------------------------ | ------------------ | ------------- |
| 001        | 1         | Das Sauschwänzles-Bähnle                                                             | 7. Apr. 1991       | 24 min        |
| 002        | 2         | Schmalspurbahnen in Baden-Württemberg                                                | 26. Mai 1991       | 25 min        |
| 003        | 3         | Eisenbahn-Freunde-Zollernbahn                                                        | 2. Juni 1991       | 24 min        |
| 004        | 4         | Altes Eisen                                                                          | 16. Juni 1991      | 24 min        |
| 005        | 5         | T3 im Angelbachtal                                                                   | 25. Aug. 1991      | 7 min         |
| 006        | 6         | Dampf im Albtal                                                                      | 6. Okt. 1991       | 15 min        |
| 007        | 7         | König-Wilhelm-Viadukt                                                                | 13. Okt. 1991      | 29 min        |
| 008        | 8         | Krokodil, Adler, Storchenbein – Geschichten von Modelleisenbahnen und Blechspielzeug | 17. Okt. 1991      | 20 min        |
| 009        | 9         | Abschied vom Bottwartal                                                              | 3. Nov. 1991       | 15 min        |
| 010        | 10        | Die DB in den 60er Jahren                                                            | 17. Nov. 1991      | 25 min        |
| 011        | 11        | Vom Adler zum ICE                                                                    | 22. Dez. 1991      | 32 min        |

### 1992 (Folgen 12 bis 40)
| Nr. (ges.) | Nr. (St.) | Originaltitel                                     | Erstausstrahlung D | Episodendauer |
| ---------- | --------- | ------------------------------------------------- | ------------------ | ------------- |
| 012        | 1         | Uff dr Schwäbsche Eisebahne                       | 26. Jan. 1992      | 15 min        |
| 013        | 2         | Dampf im Albtal                                   | 16. Feb. 1992      | 15 min        |
| 014        | 3         | Altes Eisen                                       | 22. März 1992      | 23 min        |
| 015        | 4         | Die 70er Jahre – Lokführer Witzig & Co.           | 3. Mai 1992        | 19 min        |
| 016        | 5         | Ist das Öchsle am Ende?                           | 31. Mai 1992       | 18 min        |
| 017        | 6         | Züge für Menschen und Tiere                       | 14. Juni 1992      | 14 min        |
| 018        | 7         | Von Gleisbauzügen und Streckenläufern             | 28. Juni 1992      | 19 min        |
| 019        | 8         | Bahnhofs-Atmosphäre 1973                          | 5. Juli 1992       | 20 min        |
| 020        | 9         | Vom König-Wilhelm-Viadukt zur Bahnbrücke 1.1016.0 | 12. Juli 1992      | 29 min        |
| 021        | 10        | Badische & Bayerische Bahn-Begebenheiten          | 26. Juli 1992      | 30 min        |
| 022        | 11        | Nadelöhr Mannheim – Stuttgart                     | 2. Aug. 1992       | 30 min        |
| 023        | 12        | T3 – kleine Lok auf großer Fahrt                  | 16. Aug. 1992      | 27 min        |
| 024        | 13        | Der Traum vom Lokführer                           | 23. Aug. 1992      | 30 min        |
| 025        | 14        | Eisebähnle in Schwaben                            | 30. Aug. 1992      | 29 min        |
| 026        | 15        | Trambahn auf neuen Wegen                          | 6. Sep. 1992       | 30 min        |
| 027        | 16        | Von Modelleisenbahnen & Modellbauern              | 14. Sep. 1992      | 28 min        |
| 028        | 17        | Dampfrösser                                       | 20. Sep. 1992      | 30 min        |
| 029        | 18        | Pünktlichkeitstest anno '63                       | 4. Okt. 1992       | 10 min        |
| 030        | 19        | Die DB vor 25 Jahren                              | 11. Okt. 1992      | 30 min        |
| 031        | 20        | Pünktlichkeitstest anno '63                       | 18. Okt. 1992      | 10 min        |
| 032        | 21        | Einmal Hölle und zurück                           | 25. Okt. 1992      | 25 min        |
| 033        | 22        | Eisen-Bahn                                        | 15. Nov. 1992      | 27 min        |
| 034        | 23        | Von Freital nach Kipsdorf                         | 22. Nov. 1992      | 10 min        |
| 035        | 24        | Von Gleisbauzügen und Streckenläufern             | 29. Nov. 1992      | 19 min        |
| 036        | 25        | Mombasa-Express                                   | 26. Dez. 1992      | 15 min        |
| 037        | 26        | Schnauferl und andere Zugpferde                   | 27. Dez. 1992      | 10 min        |
| 038        | 27        | Die Reichsbahn baut auf                           | 28. Dez. 1992      | 15 min        |
| 039        | 28        | Der Lapplandpfeil – Teil 1                        | 29. Dez. 1992      | 20 min        |
| 040        | 29        | Der Lapplandpfeil – Teil 2                        | 30. Dez. 1992      | 20 min        |

### 1993 (Folgen 41 bis 86)
| Nr. (ges.) | Nr. (St.) | Originaltitel                              | Erstausstrahlung D | Episodendauer |
| ---------- | --------- | ------------------------------------------ | ------------------ | ------------- |
| 041        | 1         | Zug 204 ab 20                              | 2. Jan. 1993       | 15 min        |
| 042        | 2         | Die E-Lok                                  | 3. Jan. 1993       | 9 min         |
| 043        | 3         | Ungewöhnliche Modellbahnanlagen            | 17. Jan. 1993      | 15 min        |
| 044        | 4         | Von Schrankenwärtern und Zugbegleiterinnen | 7. Feb. 1993       | 13 min        |
| 045        | 5         | Dampf auf der schwäbischen Alb             | 10. Feb. 1993      | 18 min        |
| 046        | 6         | Gigant auf Schienen                        | 17. Feb. 1993      | 15 min        |
| 047        | 7         | Nostalgie-Orient-Express                   | 21. Feb. 1993      | ?             |
| 048        | 8         | Straßenbahnen                              | 24. Feb. 1993      | 15 min        |
| 049        | 9         | Dampf im Albtal                            | 3. März 1993       | 15 min        |
| 050        | 10        | Jubiläumssendung                           | 7. März 1993       | 150 min       |
| 051        | 11        | Güterzüge                                  | 10. März 1993      | 15 min        |
| 052        | 12        | Blue Train                                 | 17. März 1993      | 14 min        |
| 053        | 13        | Mit dem Adler fing es an                   | 21. März 1993      | 30 min        |
| 054        | 14        | Verkehrsprobleme vor 30 Jahren             | 24. März 1993      | 15 min        |
| 055        | 15        | Schwedenerz                                | 31. März 1993      | 15 min        |
| 056        | 16        | Bernina-Express                            | 4. Apr. 1993       | 30 min        |
| 057        | 17        | Al Andaluz                                 | 11. Apr. 1993      | 10 min        |
| 058        | 18        | Im hohen Norden                            | 18. Apr. 1993      | 29 min        |
| 059        | 19        | Lokführer Henschel                         | 8. Mai 1993        | 29 min        |
| 060        | 20        | 20 Jahre Eisenbahnfreunde Zollernbahn      | 16. Mai 1993       | 30 min        |
| 061        | 21        | Maßarbeit                                  | 6. Juni 1993       | 15 min        |
| 062        | 22        | Die Vogelfluglinie                         | 13. Juni 1993      | 15 min        |
| 063        | 23        | Wahrzeichen im Wandel                      | 20. Juni 1993      | 15 min        |
| 064        | 24        | Loks von Kraus und Maffei                  | 27. Juni 1993      | 30 min        |
| 065        | 25        | Der Lapplandpfeil                          | 11. Juli 1993      | 30 min        |
| 066        | 26        | Der Glacier-Express                        | 17. Juli 1993      | 29 min        |
| 067        | 27        | Der Nostalgie-Orient-Express               | 25. Juli 1993      | ?             |
| 068        | 28        | El Talgo                                   | 1. Aug. 1993       | 29 min        |
| 069        | 29        | Dampfzug Saarbrücken-Trier                 | 8. Aug. 1993       | 29 min        |
| 070        | 30        | Transkorsika                               | 15. Aug. 1993      | 29 min        |
| 071        | 31        | Pünktlichkeitstest anno '63                | 22. Aug. 1993      | 10 min        |
| 072        | 32        | Mit 50 245 auf die Schwäbische Alb         | 29. Aug. 1993      | 10 min        |
| 073        | 33        | Giants of Steam                            | 12. Sep. 1993      | 15 min        |
| 074        | 34        | British Steam                              | 26. Sep. 1993      | 30 min        |
| 075        | 35        | Jubiläumssendung Folge 75                  | 10. Okt. 1993      | 50 min        |
| 076        | 36        | Straßenbahn                                | 17. Okt. 1993      | 29 min        |
| 077        | 37        | Dampflokzeit                               | 24. Okt. 1993      | 30 min        |
| 078        | 38        | Aus der Welt der Eisenbahn                 | 30. Okt. 1993      | 25 min        |
| 079        | 39        | Berühmte Express-Züge                      | 1. Nov. 1993       | 30 min        |
| 080        | 40        | Mit Diesel, Dampf und Strom                | 7. Nov. 1993       | 30 min        |
| 081        | 41        | Modellbahnwelt                             | 14. Nov. 1993      | 25 min        |
| 082        | 42        | Das Stahltier                              | 17. Nov. 1993      | 15 min        |
| 083        | 43        | Berühmte Züge im Modell                    | 21. Nov. 1993      | 29 min        |
| 084        | 44        | Der Paranagua-Express                      | 28. Nov. 1993      | 27 min        |
| 085        | 45        | Bedeutende Dampflokomotiven                | 5. Dez. 1993       | 29 min        |
| 086        | 46        | Hinter der Lok                             | 12. Dez. 1993      | 29 min        |

### 1994 (Folgen 87 bis 123)
| Nr. (ges.) | Nr. (St.) | Originaltitel                                         | Erstausstrahlung D | Episodendauer |
| ---------- | --------- | ----------------------------------------------------- | ------------------ | ------------- |
| 087        | 1         | Länderbahnen im Modell                                | 9. Jan. 1994       | 30 min        |
| 088        | 2         | Altes und Neues aus der Welt der Eisenbahn            | 23. Jan. 1994      | 60 min        |
| 089        | 3         | Zittauer Schmalspurbahnen                             | 30. Jan. 1994      | 28 min        |
| 090        | 4         | Vom Blauen Enzian zum ICE                             | 6. Feb. 1994       | 29 min        |
| 091        | 5         | Die Frühzeit des ICE                                  | 13. Feb. 1994      | 30 min        |
| 092        | 6         | Museumsbahnen in Hessen                               | 20. Feb. 1994      | 26 min        |
| 093        | 7         | Im Bahnmagazin gekramt                                | 6. März 1994       | 28 min        |
| 094        | 8         | Snowdrift at Bleath Gill                              | 13. März 1994      | 10 min        |
| 095        | 9         | Aktuelle Bahnwelt                                     | 20. März 1994      | 15 min        |
| 096        | 10        | Osterfahrt – mit dem schnellsten Zug der Welt         | 3. Apr. 1994       | 29 min        |
| 097        | 11        | Eigentlich war's nur Schrott                          | 10. Apr. 1994      | 28 min        |
| 098        | 12        | Die Bottwartalbahn                                    | 24. Apr. 1994      | 25 min        |
| 099        | 13        | Es lebe das Statiönchen                               | 1. Mai 1994        | 20 min        |
| 100        | 14        | Folge 100 – Jubiläumssendung                          | 8. Mai 1994        | 30 min        |
| 101        | 15        | Tausend-Tonnen-Treck                                  | 15. Mai 1994       | 29 min        |
| 102        | 16        | Patagonien-Express                                    | 12. Juni 1994      | 28 min        |
| 103        | 17        | Molli                                                 | 26. Juni 1994      | 29 min        |
| 104        | 18        | Bahn-Neuigkeiten 1994                                 | 18. Aug. 1994      | 28 min        |
| 105        | 19        | So war sie, die Dampflok                              | 25. Aug. 1994      | 28 min        |
| 106        | 20        | Der Knochenschüttler                                  | 1. Sep. 1994       | 29 min        |
| 107        | 21        | Eine Frau im Männerberuf – Auf Schienen zur Freiheit  | 8. Sep. 1994       | 28 min        |
| 108        | 22        | Back to Switzerland                                   | 15. Sep. 1994      | 27 min        |
| 109        | 23        | Mikado am Posten 24                                   | 22. Sep. 1994      | 28 min        |
| 110        | 24        | 100 Jahre Schafbergbahn                               | 29. Sep. 1994      | 26 min        |
| 111        | 25        | Die Bagdadbahn                                        | 6. Okt. 1994       | 28 min        |
| 112        | 26        | British Rail                                          | 13. Okt. 1994      | 28 min        |
| 113        | 27        | S-Bahn Berlin                                         | 20. Okt. 1994      | 29 min        |
| 114        | 28        | Wuppertals Bahnen                                     | 27. Okt. 1994      | 27 min        |
| 115        | 29        | Schienen werden die schnellsten Straßen               | 3. Nov. 1994       | 27 min        |
| 116        | 30        | Modellbahnmesse Köln 1994                             | 10. Nov. 1994      | 28 min        |
| 117        | 31        | Der Saigonexpress                                     | 17. Nov. 1994      | 25 min        |
| 118        | 32        | Der Schienenbus – Retter der Nebenbahnen              | 24. Nov. 1994      | 28 min        |
| 119        | 33        | Bahn-Nostalgie                                        | 1. Dez. 1994       | 30 min        |
| 120        | 34        | Nikolausdampf                                         | 8. Dez. 1994       | 28 min        |
| 121        | 35        | Winterdampf im Erzgebirge                             | 15. Dez. 1994      | 27 min        |
| 122        | 36        | Weihnachten 1994 – Wunschfilm 1 – Der Glacier Express | 22. Dez. 1994      | 29 min        |
| 123        | 37        | Weihnachten 1994 – Wunschfilm 2 und 3                 | 29. Dez. 1994      | 60 min        |

### 1995 (Folgen 124 bis 173)
| Nr. (ges.) | Nr. (St.) | Originaltitel                                               | Erstausstrahlung D | Episodendauer |
| ---------- | --------- | ----------------------------------------------------------- | ------------------ | ------------- |
| 124        | 1         | Einmal Hilfszug dringlich                                   | 12. Jan. 1995      | 28 min        |
| 125        | 2         | Die Schiffsbrücke von Speyer                                | 19. Jan. 1995      | 29 min        |
| 126        | 3         | Glück auf, kleine Bahn                                      | 26. Jan. 1995      | 30 min        |
| 127        | 4         | Schätze aus Amateurarchiven Nr. 01 – Herbert Stemmler (1/3) | 2. Feb. 1995       | 28 min        |
| 128        | 5         | Nürnberger Spielwarenmesse 1995                             | 9. Feb. 1995       | 27 min        |
| 129        | 6         | ICE – Menschen im Zug                                       | 16. Feb. 1995      | 28 min        |
| 130        | 7         | Gedanken eines Lokführers                                   | 23. Feb. 1995      | 28 min        |
| 131        | 8         | Straße oder Schiene                                         | 2. März 1995       | 28 min        |
| 132        | 9         | Bahnhöfe                                                    | 9. März 1995       | 28 min        |
| 133        | 10        | Kleinbahnidylle                                             | 16. März 1995      | 27 min        |
| 134        | 11        | Bahnaktualitäten                                            | 23. März 1995      | 28 min        |
| 135        | 12        | IV h – oder die Rückkehr nach Baden                         | 30. März 1995      | 29 min        |
| 136        | 13        | Night Mail                                                  | 6. Apr. 1995       | 24 min        |
| 137        | 14        | Metro                                                       | 13. Apr. 1995      | 28 min        |
| 138        | 15        | Knochenschüttler                                            | 14. Apr. 1995      | 45 min        |
| 139        | 16        | Von der Lokalbahn zur Europatrasse                          | 20. Apr. 1995      | 28 min        |
| 140        | 17        | 100 Jahre Chanderli                                         | 27. Apr. 1995      | 28 min        |
| 141        | 18        | Der Dampflokomotivführer                                    | 4. Mai 1995        | 28 min        |
| 142        | 19        | Der Bau des Ravenna-Viadukts                                | 11. Mai 1995       | 29 min        |
| 143        | 20        | Schmalspuriges                                              | 18. Mai 1995       | 28 min        |
| 144        | 21        | Die Selfkantbahn                                            | 1. Juni 1995       | 27 min        |
| 145        | 22        | Die Dampfrösser von Mulhouse                                | 8. Juni 1995       | 27 min        |
| 146        | 23        | Mit dem Billigticket quer durch Deutschland                 | 16. Juni 1995      | 28 min        |
| 147        | 24        | Der Rasende Roland wird 100                                 | 22. Juni 1995      | 28 min        |
| 148        | 25        | Eisenbahn-Romantik-Sonderfahrt nach Nördlingen              | 29. Juni 1995      | 28 min        |
| 149        | 26        | S-Bahn Berlin                                               | 6. Juli 1995       | 29 min        |
| 150        | 27        | Die Sauschwänzlebahn                                        | 13. Juli 1995      | 28 min        |
| 151        | 28        | Lokführer Henschel                                          | 20. Juli 1995      | 29 min        |
| 152        | 29        | Eigentlich war's nur Schrott                                | 27. Juli 1995      | 28 min        |
| 153        | 30        | IV h – oder die Rückkehr nach Baden                         | 3. Aug. 1995       | 29 min        |
| 154        | 31        | Night Mail                                                  | 10. Aug. 1995      | 24 min        |
| 155        | 32        | Bahnhöfe                                                    | 17. Aug. 1995      | 28 min        |
| 156        | 33        | Gedanken eines Lokführers                                   | 24. Aug. 1995      | 29 min        |
| 157        | 34        | Glück auf, kleine Bahn                                      | 31. Aug. 1995      | 28 min        |
| 158        | 35        | Schiffsbrücke Speyer                                        | 7. Sep. 1995       | 29 min        |
| 159        | 36        | Die DB damals                                               | 14. Sep. 1995      | 28 min        |
| 160        | 37        | Mit Volldampf durch die Eifel und Ardennen                  | 21. Sep. 1995      | 28 min        |
| 161        | 38        | Park- und Gartenbahnen                                      | 28. Sep. 1995      | 29 min        |
| 162        | 39        | “Uff dr Schwäbsche Eisebahne” – mit Willy Reichert          | 5. Okt. 1995       | 28 min        |
| 163        | 40        | 100 Jahre Tram in Basel                                     | 12. Okt. 1995      | 28 min        |
| 164        | 41        | 150 Jahre Schwäbische Eisenbahn                             | 19. Okt. 1995      | 29 min        |
| 165        | 42        | Mit Volldampf – Dampffest in Dorset                         | 26. Okt. 1995      | 28 min        |
| 166        | 43        | Bahnhöfe in Sachsen-Anhalt                                  | 2. Nov. 1995       | 28 min        |
| 167        | 44        | Modellbahnausstellung Stuttgart 1995                        | 9. Nov. 1995       | 28 min        |
| 168        | 45        | Desert Wind Teil 1                                          | 16. Nov. 1995      | 28 min        |
| 169        | 46        | Desert Wind Teil 2                                          | 23. Nov. 1995      | 27 min        |
| 170        | 47        | Bahnen in England – 100 Jahre Eisenbahn                     | 30. Nov. 1995      | ?             |
| 171        | 48        | Nikolausdampf                                               | 7. Dez. 1995       | 28 min        |
| 172        | 49        | Winterdampf im Thüringer Wald                               | 14. Dez. 1995      | 28 min        |
| 173        | 50        | Die Weißeritztalbahn                                        | 21. Dez. 1995      | 29 min        |

### 1996 (Folgen 174 bis 224)
| Nr. (ges.) | Nr. (St.) | Originaltitel                                                           | Erstausstrahlung D | Episodendauer |
| ---------- | --------- | ----------------------------------------------------------------------- | ------------------ | ------------- |
| 174        | 1         | Pride of Africa                                                         | 11. Jan. 1996      | 28 min        |
| 175        | 2         | Ende einer langen Reise                                                 | 18. Jan. 1996      | 26 min        |
| 176        | 3         | Lokführer Zwirbel                                                       | 25. Jan. 1996      | 27 min        |
| 177        | 4         | Im DB-Archiv gekramt                                                    | 1. Feb. 1996       | 27 min        |
| 178        | 5         | Nürnberger Spielwarenmesse 1996                                         | 8. Feb. 1996       | 27 min        |
| 179        | 6         | Der TEE                                                                 | 15. Feb. 1996      | 27 min        |
| 180        | 7         | Nähe durch Schnelligkeit                                                | 22. Feb. 1996      | 29 min        |
| 181        | 8         | The Glorious Years                                                      | 29. Feb. 1996      | 28 min        |
| 182        | 9         | The Glorious Years II                                                   | 7. März 1996       | 28 min        |
| 183        | 10        | Raritäten aus Amateurarchiven Nr. 02 – Herbert Stemmler                 | 14. März 1996      | 28 min        |
| 184        | 11        | Mit der Bahn aus dem Stau – Heinz Dürrs Vision                          | 21. März 1996      | 30 min        |
| 185        | 12        | Der Gläserne Zug                                                        | 28. März 1996      | 30 min        |
| 186        | 13        | Unter Dampf – Ostdeutsche Loks auf großer Fahrt                         | 4. Apr. 1996       | 28 min        |
| 187        | 14        | 5 Jahre Eisenbahn-Romantik                                              | 7. Apr. 1996       | 29 min        |
| 188        | 15        | Kleiner Mann auf großer Reise                                           | 11. Apr. 1996      | 27 min        |
| 189        | 16        | Von Lissabon nach Istanbul                                              | 18. Apr. 1996      | 28 min        |
| 190        | 17        | VSOE – Venice-Simplon-Orient-Express                                    | 25. Apr. 1996      | 29 min        |
| 191        | 18        | Durch die Rocky Mountains                                               | 2. Mai 1996        | 29 min        |
| 192        | 19        | Die Furka-Bergstrecke – Eine legendäre Bahnlinie erwacht zu neuem Leben | 9. Mai 1996        | 28 min        |
| 193        | 20        | S-Bahn – ein Ost-West-Problem in Berlin                                 | 22. Mai 1996       | 28 min        |
| 194        | 21        | Vom TEE zum Northlander                                                 | 30. Mai 1996       | 28 min        |
| 195        | 22        | 150 Jahre Eisenbahnen in Slowenien                                      | 13. Juni 1996      | 28 min        |
| 196        | 23        | Midnatsol                                                               | 20. Juni 1996      | 28 min        |
| 197        | 24        | Sachsen machen Dampf                                                    | 27. Juni 1996      | 28 min        |
| 198        | 25        | Mit Dampf durch Deutschland                                             | 4. Juli 1996       | 28 min        |
| 199        | 26        | T3, kleine Loks auf große Fahrt                                         | 11. Juli 1996      | 28 min        |
| 200        | 27        | Badische & Bayerische Bahn-Begebenheiten                                | 18. Juli 1996      | 28 min        |
| 201        | 28        | Furkabahn                                                               | 24. Juli 1996      | 27 min        |
| 202        | 29        | 5 Jahre Eisenbahn-Romantik                                              | 31. Juli 1996      | 28 min        |
| 203        | 30        | Im hohen Norden                                                         | 7. Aug. 1996       | 28 min        |
| 204        | 31        | Sachsen machen Dampf                                                    | 14. Aug. 1996      | 30 min        |
| 205        | 32        | Durch die Rocky Mountains                                               | 21. Aug. 1996      | 30 min        |
| 206        | 33        | Vom König Wilhelms Viadukt zur Eisenbahnbrücke 1.1016.0                 | 28. Aug. 1996      | 29 min        |
| 207        | 34        | Bahnen in England                                                       | 31. Aug. 1996      | 60 min        |
| 208        | 35        | Schiffsbrücke von Speyer                                                | 7. Sep. 1996       | 28 min        |
| 209        | 36        | Bahnhofsatmosphäre 1973                                                 | 14. Sep. 1996      | 28 min        |
| 210        | 37        | Mit 01 1102 zum Bodensee                                                | 21. Sep. 1996      | 25 min        |
| 211        | 38        | Raritäten aus Amateurarchiven Nr. 03 – Hans Gruschka                    | 28. Sep. 1996      | 28 min        |
| 212        | 39        | Brücken über Europa                                                     | 5. Okt. 1996       | 28:29         |
| 213        | 40        | 125 Jahre Vitznau-Rigi-Bahn                                             | 12. Okt. 1996      | 28 min        |
| 214        | 41        | 25 Jahre Ulmer Eisenbahn-Freunde                                        | 19. Okt. 1996      | 30 min        |
| 215        | 42        | Schätze aus Amateurarchiven Nr. 4 – Udo Riccius                         | 26. Okt. 1996      | 29 min        |
| 216        | 43        | Dampflokfest Dresden                                                    | 2. Nov. 1996       | 29 min        |
| 217        | 44        | 150 Jahre Eisenbahn in Ungarn                                           | 9. Nov. 1996       | 28 min        |
| 218        | 45        | Ausbesserungs-Werk Meiningen                                            | 16. Nov. 1996      | 29 min        |
| 219        | 46        | Schätze aus Amateurarchiven Nr. 05 – Rainer Hartmann                    | 23. Nov. 1996      | 29 min        |
| 220        | 47        | Modellbahnmesse Köln 1996                                               | 30. Nov. 1996      | 29 min        |
| 221        | 48        | Nikolausdampf 1996                                                      | 7. Dez. 1996       | 28 min        |
| 222        | 49        | Die Maschinenfabrik Esslingen                                           | 14. Dez. 1996      | 29:06         |
| 223        | 50        | Wunderwelt aus Weißblech                                                | 21. Dez. 1996      | 29 min        |
| 224        | 51        | Die Weißeritztalbahn                                                    | 28. Dez. 1996      | 29 min        |

### 1997 (Folgen 225 bis 275)
| Nr. (ges.) | Nr. (St.) | Originaltitel                                                              | Erstausstrahlung D | Episodendauer |
| ---------- | --------- | -------------------------------------------------------------------------- | ------------------ | ------------- |
| 225        | 1         | Modellbahnmesse Köln 1996                                                  | 4. Jan. 1997       | 29 min        |
| 226        | 2         | 125 Jahre Vitznau-Rigi-Bahn                                                | 11. Jan. 1997      | 28 min        |
| 227        | 3         | 1. Hallendampfspektakel Sinsheim                                           | 18. Jan. 1997      | 29 min        |
| 228        | 4         | Schätze aus Amateurarchiven Nr. 6 – Alfred Schröder                        | 25. Jan. 1997      | 29 min        |
| 229        | 5         | Mit Volldampf über die Geislinger Steige                                   | 1. Feb. 1997       | 29 min        |
| 230        | 6         | Nürnberger Spielwarenmesse 1997                                            | 8. Feb. 1997       | 29 min        |
| 231        | 7         | Eine Maschine auf Rädern                                                   | 15. Feb. 1997      | 90 min        |
| 232        | 8         | Romantik per Fahrkarte                                                     | 22. Feb. 1997      | 29 min        |
| 233        | 9         | Schätze aus Amateurarchiven Nr. 7 – Gunter Sachsenweger                    | 1. März 1997       | 29 min        |
| 234        | 10        | Die Schönbuchbahn                                                          | 8. März 1997       | 29 min        |
| 235        | 11        | Aktuelles und Wissenswertes aus der Welt der Bahn                          | 15. März 1997      | 29 min        |
| 236        | 12        | Eine Dampflok entsteht                                                     | 22. März 1997      | 28 min        |
| 237        | 13        | Schätze aus Amateurarchiven Nr. 8 – Dr. Christian Vollrath & Norbert Albes | 29. März 1997      | 29 min        |
| 238        | 14        | In vier Stunden 4.000 Meter hoch                                           | 5. Apr. 1997       | 28 min        |
| 239        | 15        | Neubeginn auf der Schwäbischen Alb                                         | 12. Apr. 1997      | 29 min        |
| 240        | 16        | VT 98 – oder: Der letzte Langläufer                                        | 19. Apr. 1997      | 29 min        |
| 241        | 17        | Von Sizilien bis Lappland                                                  | 26. Apr. 1997      | 28 min        |
| 242        | 18        | Schätze aus Amateurarchiven Nr. 9 – Dr. Alfred Gutersohn                   | 3. Mai 1997        | 29 min        |
| 243        | 19        | Die Jagsttalbahn                                                           | 10. Mai 1997       | 28 min        |
| 244        | 20        | Eastern & Oriental Express                                                 | 17. Mai 1997       | 28 min        |
| 245        | 21        | 20 Jahre Sauschwänzlebahn                                                  | 24. Mai 1997       | 28 min        |
| 246        | 22        | Wollstein – oder: Das letzte Dampf-Betriebswerk in Europa                  | 31. Mai 1997       | 28 min        |
| 247        | 23        | Neues aus der Welt der Bahn                                                | 7. Juni 1997       | 27 min        |
| 248        | 24        | Der Lößnitzdackel                                                          | 14. Juni 1997      | 28 min        |
| 249        | 25        | 150 Jahre Ludwigsbahn                                                      | 21. Juni 1997      | 29 min        |
| 250        | 26        | Jubiläum – Vom Pausenfüller zur beliebten Sendereihe                       | 28. Juni 1997      | 27 min        |
| 251        | 27        | Der Glacier-Express                                                        | 5. Juli 1997       | 29 min        |
| 252        | 28        | Mit Volldampf über die Geislinger Steige                                   | 12. Juli 1997      | 29 min        |
| 253        | 29        | S-Bahn Berlin                                                              | 19. Juli 1997      | 29 min        |
| 254        | 30        | Der Gläserne Zug                                                           | 26. Juli 1997      | 29 min        |
| 255        | 31        | Nürnberger Spielwarenmesse 1997                                            | 2. Aug. 1997       | 29 min        |
| 256        | 32        | VSOE – Venice-Simplon Orient-Express                                       | 9. Aug. 1997       | 29 min        |
| 257        | 33        | Glück auf, kleine Bahn!                                                    | 16. Aug. 1997      | 29 min        |
| 258        | 34        | TGV – Der schnellste Zug der Welt                                          | 23. Aug. 1997      | 29 min        |
| 259        | 35        | Durch die Rocky Mountains                                                  | 30. Aug. 1997      | 29 min        |
| 260        | 36        | Kleiner Mann auf großer Reise – Deutschland 1951                           | 6. Sep. 1997       | 29 min        |
| 261        | 37        | Mit Dampf nach Délemont                                                    | 13. Sep. 1997      | 29 min        |
| 262        | 38        | Sechs Tage unter Dampf                                                     | 20. Sep. 1997      | 29 min        |
| 263        | 39        | Dampfwolken                                                                | 27. Sep. 1997      | 27 min        |
| 264        | 40        | Steaming Brienz                                                            | 11. Juli 1999      | 29 min        |
| 265        | 41        | Schätze aus Amateurarchiven Nr. 10 – Herbert Stemmler                      | 11. Okt. 1997      | 28 min        |
| 266        | 42        | Eisenbahn-Allerlei                                                         | 18. Okt. 1997      | 30 min        |
| 267        | 43        | 100 Jahre Erzgebirgsbahn                                                   | 25. Okt. 1997      | 29 min        |
| 268        | 44        | Mit dem Zug durch die Schweiz                                              | 8. Nov. 1997       | 28 min        |
| 269        | 45        | Schätze aus Amateurarchiven Nr. 11                                         | 15. Nov. 1997      | 28 min        |
| 270        | 46        | Bahnen im Ruhrpott                                                         | 22. Nov. 1997      | 25 min        |
| 271        | 47        | 35 Jahre „Eurovapor“                                                       | 29. Nov. 1997      | 29 min        |
| 272        | 48        | Nikolausdampf 1997                                                         | 6. Dez. 1997       | 27 min        |
| 273        | 49        | Schätze aus Amateurarchiven Nr. 12 – Heinz Grünbauer                       | 13. Dez. 1997      | 27 min        |
| 274        | 50        | 75 Jahre Stuttgarter Hauptbahnhof                                          | 20. Dez. 1997      | 28 min        |
| 275        | 51        | Blecheisenbahnen                                                           | 27. Dez. 1997      | 60 min        |

### 1998 (Folgen 276 bis 315)
| Nr. (ges.) | Nr. (St.) | Originaltitel                                                      | Erstausstrahlung D | Episodendauer |
| ---------- | --------- | ------------------------------------------------------------------ | ------------------ | ------------- |
| 276        | 1         | Die Windbergbahn                                                   | 10. Jan. 1998      | 29 min        |
| 277        | 2         | Mit Volldampf zum Hallendampf nach Sinsheim                        | 17. Jan. 1998      | 29 min        |
| 278        | 3         | Schätze aus Amateurarchiven Nr. 13 – Wolfgang Frötel               | 24. Jan. 1998      | 29 min        |
| 279        | 4         | Griff ins Bahnarchiv                                               | 30. Jan. 1998      | ?             |
| 280        | 5         | Eiswelt 3. Klasse                                                  | 7. Feb. 1998       | 29 min        |
| 281        | 6         | Nürnberger Spielwarenmesse 1998                                    | 14. Feb. 1998      | 29 min        |
| 282        | 7         | Aktuelles und Interessantes aus der Welt der Bahn                  | 21. Feb. 1998      | ?             |
| 283        | 8         | Schätze aus Amateurarchiven Nr. 14 – Georg und Michael Menzendorff | 28. Feb. 1998      | 29 min        |
| 284        | 9         | Eisenbahnen dieser Welt                                            | 7. März 1998       | 29 min        |
| 285        | 10        | Dampfloks in voller Fahrt                                          | 14. März 1998      | 29 min        |
| 286        | 11        | Die frühen 60er                                                    | 21. März 1998      | 27 min        |
| 287        | 12        | Schätze aus Amateurarchiven Nr. 15 – Klaus Marwitz                 | 28. März 1998      | 27 min        |
| 288        | 13        | Waldeisenbahn in den Karpaten                                      | 4. Apr. 1998       | 28 min        |
| 289        | 14        | 25 Jahre Eisenbahnfreunde Zollernbahn                              | 18. Apr. 1998      | 29 min        |
| 290        | 15        | Die Zabergäubahn – Schätze aus Amateurarchiven Nr. 16              | 25. Apr. 1998      | 27 min        |
| 291        | 16        | Stuttgart 21                                                       | 2. Mai 1998        | 29 min        |
| 292        | 17        | Baumblüte auf der Odenwaldbahn                                     | 9. Mai 1998        | 29 min        |
| 293        | 18        | Dampf in China                                                     | 16. Mai 1998       | 29 min        |
| 294        | 19        | Aktuelles und Interessantes aus der Welt der Bahn                  | 23. Mai 1998       | 28 min        |
| 295        | 20        | 70 Jahre Rheingold                                                 | 30. Mai 1998       | 29 min        |
| 296        | 21        | Bahnen zwischen Nord- und Ostsee                                   | 6. Juni 1998       | 29 min        |
| 297        | 22        | Schätze aus Amateurarchiven Nr. 18 – Hans Hufnagel                 | 13. Juni 1998      | 29 min        |
| 298        | 23        | Die Pilion-Bahn                                                    | 20. Juni 1998      | 29 min        |
| 299        | 24        | Transcanada                                                        | 27. Juni 1998      | 29 min        |
| 300        | 25        | Mit Dampf zur Schiefen Ebene                                       | 30. Aug. 1998      | 29 min        |
| 301        | 26        | Glacier-Express Teil I                                             | 6. Sep. 1998       | 29 min        |
| 302        | 27        | Bahnen im Elbsandsteingebirge                                      | 19. Sep. 1998      | 30 min        |
| 303        | 28        | Die Selketalbahn                                                   | 20. Sep. 1998      | 29 min        |
| 304        | 29        | Museumsbahn Neu Breisach                                           | 27. Sep. 1998      | 29 min        |
| 305        | 30        | 125 Jahre Schwarzwaldbahn                                          | 4. Okt. 1998       | 29 min        |
| 306        | 31        | Tatra-Express                                                      | 11. Okt. 1998      | 29 min        |
| 307        | 32        | Schätze aus Amateurarchiven Nr. 11                                 | 18. Okt. 1998      | 28 min        |
| 308        | 33        | Schmale Spuren und anderes                                         | 25. Okt. 1998      | 28 min        |
| 309        | 34        | 75 Jahre Centovalli-Bahn                                           | 8. Nov. 1998       | 29 min        |
| 310        | 35        | 100 Jahre Albtalbahn                                               | 15. Nov. 1998      | 28 min        |
| 311        | 36        | Karbon-Express                                                     | 22. Nov. 1998      | 29 min        |
| 312        | 37        | Dampfabenteuer im Libanongebirge                                   | 29. Nov. 1998      | 28 min        |
| 313        | 38        | Nikolausdampf                                                      | 6. Dez. 1998       | 28 min        |
| 314        | 39        | 100 Jahre Trossinger Bahn                                          | 13. Dez. 1998      | 29 min        |
| 315        | 40        | Die Welt der Modelleisenbahn                                       | 20. Dez. 1998      | 28 min        |

### 1999 (Folgen 316 bis 354)
| Nr. (ges.) | Nr. (St.) | Originaltitel                                          | Erstausstrahlung D | Episodendauer |
| ---------- | --------- | ------------------------------------------------------ | ------------------ | ------------- |
| 316        | 1         | Glacier-Express Teil II                                | 10. Jan. 1999      | 29 min        |
| 317        | 2         | Hallendampfspektakel 1999                              | 17. Jan. 1999      | 29 min        |
| 318        | 3         | Winterdampf am Kap                                     | 24. Jan. 1999      | 29 min        |
| 319        | 4         | Schätze aus Amateurarchiven Nr. 19 – Toni Dobbertin    | 31. Jan. 1999      | 29 min        |
| 320        | 5         | Aktuelles und Interessantes aus der Welt der Bahn      | 7. Feb. 1999       | ?             |
| 321        | 6         | Nürnberger Spielwarenmesse 1999                        | 14. Feb. 1999      | 29 min        |
| 322        | 7         | Mit der Tegernseebahn unterwegs                        | 20. Feb. 1999      | 30 min        |
| 323        | 8         | Die Mariazellerbahn                                    | 28. Feb. 1999      | 29 min        |
| 324        | 9         | Mit dem Wüstenexpress durch die Sahara                 | 7. März 1999       | 29 min        |
| 325        | 10        | Schätze aus Amateurarchiven Nr. 20 – Dieter Kempf      | 14. März 1999      | 28 min        |
| 326        | 11        | Das Hauzenberger Bockerl                               | 21. März 1999      | 28 min        |
| 327        | 12        | Die Harzquerbahn                                       | 28. März 1999      | 29 min        |
| 328        | 13        | Glacier-Express Teil III                               | 5. Apr. 1999       | 29 min        |
| 329        | 14        | Heißer Dampf und altes Eisen                           | 11. Apr. 1999      | 28 min        |
| 330        | 15        | Mit Bahn und Bähnli durch die Schweiz                  | 18. Apr. 1999      | 27 min        |
| 331        | 16        | Einmal Ontario – Northland und retour                  | 25. Apr. 1999      | 28 min        |
| 332        | 17        | Johanns letzter Dienst                                 | 2. Mai 1999        | 29 min        |
| 333        | 18        | Die Gornergratbahn                                     | 9. Mai 1999        | 29 min        |
| 334        | 19        | Der ICE-T Zukunft des Fernverkehrs                     | 16. Mai 1999       | 29 min        |
| 335        | 20        | Mit dem Kuckucksbähnel ins Elmsteinertal               | 30. Mai 1999       | 29 min        |
| 336        | 21        | Mit dem Tee-Express nach Darjeeling                    | 7. Juni 1999       | 29 min        |
| 337        | 22        | Bahnen in Ostfriesland                                 | 13. Juni 1999      | 29 min        |
| 338        | 23        | Trenucciu – Der kleine Zug                             | 20. Juni 1999      | ?             |
| 339        | 24        | Urlaubs-Express                                        | 27. Juni 1999      | 29 min        |
| 340        | 25        | Durchs Lausitzer Bergland                              | 12. Sep. 1999      | 29 min        |
| 341        | 26        | Mit der Zahnradbahn durch den Peloponnes               | 19. Sep. 1999      | 29 min        |
| 342        | 27        | Hohenzollerische Landesbahn                            | 26. Sep. 1999      | 29 min        |
| 343        | 28        | „Deckname Fotograf“ oder „Geheimsache Reichsbahndampf“ | 3. Okt. 1999       | 29 min        |
| 344        | 29        | Bayerisches Eisenbahnmuseum Nördlingen                 | 10. Okt. 1999      | 28 min        |
| 345        | 30        | Europas letztes Dampfparadies                          | 17. Okt. 1999      | 29 min        |
| 346        | 31        | „Bahnsinniges“                                         | 24. Okt. 1999      | 30 min        |
| 347        | 32        | 100 Jahre Nürnberger Verkehrsmuseum                    | 31. Okt. 1999      | 29 min        |
| 348        | 33        | Weltkulturerbe Semmeringbahn                           | 7. Nov. 1999       | 29 min        |
| 349        | 34        | Vereinatunnel – die rhätische Bahnverbindung           | 14. Nov. 1999      | 29 min        |
| 350        | 35        | In der Holzklasse durch Kambodscha                     | 21. Nov. 1999      | 29 min        |
| 351        | 36        | Fabrik der Träume – 140 Jahre Märklin                  | 28. Nov. 1999      | 29 min        |
| 352        | 37        | Schmalspur-Träume                                      | 5. Dez. 1999       | ?             |
| 353        | 38        | Modelleisenbahn-Leckerbissen                           | 12. Dez. 1999      | 28 min        |
| 354        | 39        | Dampfbesuch im Weihnachtsland                          | 19. Dez. 1999      | 29 min        |

### 2000 (Folgen 355 bis 393)
| Nr. (ges.) | Nr. (St.) | Originaltitel                                                   | Erstausstrahlung D | Episodendauer |
| ---------- | --------- | --------------------------------------------------------------- | ------------------ | ------------- |
| 355        | 1         | Wintermärchen mit der Dampfeisenbahn                            | 9. Jan. 2000       | 28 min        |
| 356        | 2         | Pacific Electric Tram                                           | 16. Jan. 2000      | 29 min        |
| 357        | 3         | K & K – Raritäten                                               | 23. Jan. 2000      | 29 min        |
| 358        | 4         | Die Prignitzer Eisenbahn                                        | 30. Jan. 2000      | 27 min        |
| 359        | 5         | Hallendampf- und Bahngeschichten                                | 6. Feb. 2000       | 27 min        |
| 360        | 6         | Nürnberger Spielwarenmesse 2000                                 | 13. Feb. 2000      | 29 min        |
| 361        | 7         | Dampf im Pott                                                   | 20. Feb. 2000      | 29 min        |
| 362        | 8         | Die Südharzeisenbahn und andere Amateurschätze                  | 27. Feb. 2000      | 28 min        |
| 363        | 9         | Dampf über den Eifelvulkanen                                    | 5. März 2000       | 29 min.       |
| 364        | 10        | Abschied von der V100                                           | 12. März 2000      | 28 min        |
| 365        | 11        | Endstation Wüste                                                | 19. März 2000      | 29 min        |
| 366        | 12        | Luxemburger Bahnmuseum – Train 1900 & Minièresbunn              | 26. März 2000      | 28 min        |
| 367        | 13        | Das ratternde Schlafzimmer – mit einem Nachtschaffner unterwegs | 2. Apr. 2000       | 27 min        |
| 368        | 14        | Bahn-Vergangenheit                                              | 9. Apr. 2000       | 27 min        |
| 369        | 15        | Museumsdampf Saar-Hochwald                                      | 16. Apr. 2000      | 29 min        |
| 370        | 16        | Zielbahnhof Slowakei, aussteigen bitte!                         | 30. Apr. 2000      | 29 min        |
| 371        | 17        | Besuch in Bayerisch Eisenstein                                  | 7. Mai 2000        | 90 min        |
| 372        | 18        | Bahnmagazin                                                     | 14. Mai 2000       | 28 min        |
| 373        | 19        | Bahnnostalgie in Graubünden                                     | 21. Mai 2000       | 29 min        |
| 374        | 20        | Kahlschlag Ost                                                  | 28. Mai 2000       | 29 min        |
| 375        | 21        | Jütland-Express                                                 | 4. Juni 2000       | 28 min        |
| 376        | 22        | EXPO – oder die Bahnherausforderung                             | 18. Juni 2000      | 28 min        |
| 377        | 23        | Der Bummelzug von Abreschviller                                 | 25. Juni 2000      | 29 min        |
| 378        | 24        | Bahn und Kunst                                                  | 2. Juli 2000       | 28 min        |
| 379        | 25        | Wann kommt die Bahn?                                            | 9. Juli 2000       | 29 min        |
| 380        | 26        | Gletsch 2000 – Mit Volldampf über die Furka                     | 30. Juli 2000      | 28 min        |
| 381        | 27        | Bahnmuseum Darmstadt-Kranichstein                               | 17. Sep. 2000      | 29 min        |
| 382        | 28        | Württembergisch-badische Bahnspezialitäten                      | 24. Sep. 2000      | 27 min        |
| 383        | 29        | Sächsische Miniaturen                                           | 1. Okt. 2000       | 28 min        |
| 384        | 30        | 150 Jahre Geislinger Steige                                     | 8. Okt. 2000       | 29 min        |
| 385        | 31        | Grand Canyon Railway                                            | 15. Okt. 2000      | 29 min        |
| 386        | 32        | Modellbahnzauber                                                | 22. Okt. 2000      | 27 min        |
| 387        | 33        | Schatztruhe Müglitztalbahn                                      | 29. Okt. 2000      | 29 min        |
| 388        | 34        | Reise nach Jerusalem                                            | 5. Nov. 2000       | 29 min        |
| 389        | 35        | 175 Jahre Eisenbahnen in England                                | 19. Nov. 2000      | 28 min        |
| 390        | 36        | Höhepunkte der englischen Eisenbahngeschichte                   | 26. Nov. 2000      | ?             |
| 391        | 37        | Wilder Osten                                                    | 3. Dez. 2000       | ?             |
| 392        | 38        | Mit dem Zug ans Ende Europas                                    | 10. Dez. 2000      | 30 min        |
| 393        | 39        | Winterland-Express                                              | 17. Dez. 2000      | 28 min        |

### 2001 (Folgen 394 bis 439)
| Nr. (ges.) | Nr. (St.) | Originaltitel                                                           | Erstausstrahlung D | Episodendauer |
| ---------- | --------- | ----------------------------------------------------------------------- | ------------------ | ------------- |
| 394        | 1         | Schwedens wilder Norden                                                 | 13. Jan. 2001      | 29 min        |
| 395        | 2         | Pendolino – der Neigetechnik-Renner                                     | 14. Jan. 2001      | 29 min        |
| 396        | 3         | Die Ybbstalbahn                                                         | 21. Jan. 2001      | 28 min        |
| 397        | 4         | Plandampfabenteuer auf der Pfalzbahn 2001                               | 28. Jan. 2001      | 29 min        |
| 398        | 5         | Dampfvergnügen drinnen & draußen                                        | 4. Feb. 2001       | 25 min        |
| 399        | 6         | Nürnberger Spielwarenmesse 2001                                         | 11. Feb. 2001      | 28 min        |
| 400        | 7         | Der Mont-Blanc Express und seine „Bahn-Trabanten“                       | 18. Feb. 2001      | 29 min        |
| 401        | 8         | Eisenbahnbrücken – Wunderwerke der Baukunst                             | 25. Feb. 2001      | 27 min        |
| 402        | 9         | Bahn aktuell                                                            | 4. März 2001       | 30 min        |
| 403        | 10        | Mit dem Zug zwischen Fels und Meer – Eisenbahn an der Ligurischen Küste | 11. März 2001      | 29 min        |
| 404        | 11        | Harz-Dampf                                                              | 18. März 2001      | 27 min        |
| 405        | 12        | Mount Washington – das letzte Zahnradabenteuer                          | 1. Apr. 2001       | 28 min        |
| 406        | 13        | 10 Jahre Eisenbahn-Romantik                                             | 8. Apr. 2001       | 27 min        |
| 407        | 14        | Der Akku-Blitz                                                          | 22. Apr. 2001      | 28 min        |
| 408        | 15        | Wildwest-Express                                                        | 29. Apr. 2001      | 27 min        |
| 409        | 16        | Schätze aus Amateurarchiven Nr. 22 – Georg & Michael Menzendorff        | 6. Mai 2001        | 29 min        |
| 410        | 17        | MOB – Montreux Oberland Bahn                                            | 13. Mai 2001       | 30 min        |
| 411        | 18        | Bahn-Reaktivierung                                                      | 20. Mai 2001       | 28 min        |
| 412        | 19        | Dampfnostalgie am Vierwaldstätter See                                   | 27. Mai 2001       | 25 min        |
| 413        | 20        | Neue Bahn auf alter Strecke                                             | 10. Juni 2001      | 28 min        |
| 414        | 21        | Zwischen Dampflokblüte und Schneidbrenner                               | 17. Juni 2001      | 29 min        |
| 415        | 22        | Güterverkehr im Aufwind                                                 | 24. Juni 2001      | 29 min        |
| 416        | 23        | Reiseziel: Frankreich                                                   | 15. Juli 2001      | 29 min        |
| 417        | 24        | Faszination Modellbahn                                                  | 22. Juli 2001      | 27 min        |
| 418        | 25        | Reiseziel: Griechenland                                                 | 29. Juli 2001      | 29 min        |
| 419        | 26        | Museumsbahnen – Ausflüge mit dem Dampfross                              | 5. Aug. 2001       | 29 min        |
| 420        | 27        | Sonderfahrt-Highlights                                                  | 12. Aug. 2001      | 30 min        |
| 421        | 28        | Quer durch Deutschland – auf schmaler Spur                              | 19. Aug. 2001      | 29 min        |
| 422        | 29        | Bahnwelt in Magazinform                                                 | 26. Aug. 2001      | 28 min        |
| 423        | 30        | Mit dem Zug ans Ende Europas – Die Erzbahn von Kiruna nach Narvik       | 2. Sep. 2001       | 29 min        |
| 424        | 31        | Grande amore – il treno a vapore                                        | 9. Sep. 2001       | 29 min        |
| 425        | 32        | Eisenbahnleidenschaft                                                   | 16. Sep. 2001      | 28 min        |
| 426        | 33        | Dampfspektakel zwischen Hunsrück und Bodensee                           | 23. Sep. 2001      | 30 min        |
| 427        | 34        | Aktuelle Bahnbegebenheiten                                              | 30. Sep. 2001      | 28 min        |
| 428        | 35        | Die Brohltalbahn                                                        | 7. Okt. 2001       | 30 min        |
| 429        | 36        | Goldrausch                                                              | 14. Okt. 2001      | 29 min        |
| 430        | 37        | Albatros, Papagei & Grüner Anton – Mit Dampf in die Hohe Tatra          | 21. Okt. 2001      | 29 min        |
| 431        | 38        | Zu Gast bei Piroschka – Mit dem Sonderzug in die Puszta                 | 28. Okt. 2001      | 29 min        |
| 432        | 39        | 100 Jahre Härtsfeldbahn                                                 | 4. Nov. 2001       | 29 min        |
| 433        | 40        | Big Boy                                                                 | 11. Nov. 2001      | 30 min        |
| 434        | 41        | Georg Kerber – die Eisenbahn, sein Leben                                | 18. Nov. 2001      | 29 min        |
| 435        | 42        | Eisenbahn – oder die schönste Nebensache der Welt                       | 25. Nov. 2001      | 27 min        |
| 436        | 43        | Endstation Freiheit                                                     | 2. Dez. 2001       | 29 min        |
| 437        | 44        | Horber Schienentage 2001                                                | 9. Dez. 2001       | 28 min        |
| 438        | 45        | Advents-Dampf                                                           | 16. Dez. 2001      | ?             |
| 439        | 46        | Module & Modelle auf der Münchner Messe                                 | 23. Dez. 2001      | 28 min        |

### 2002 (Folgen 440 bis 475)
| Nr. (ges.) | Nr. (St.) | Originaltitel                                                          | Erstausstrahlung D | Episodendauer |
| ---------- | --------- | ---------------------------------------------------------------------- | ------------------ | ------------- |
| 440        | 1         | Die Todesbahn – unterwegs im Wilden Westen Brasiliens                  | 13. Jan. 2002      | 29 min        |
| 441        | 2         | Dampfspektakel im Land der Morgenröte                                  | 20. Jan. 2002      | 28 min        |
| 442        | 3         | Erinnerungen an die Bahn im Waldviertel                                | 27. Jan. 2002      | 29 min        |
| 443        | 4         | Modell- und Eisenbahndelikatessen                                      | 3. Feb. 2002       | 28 min        |
| 444        | 5         | Nürnberger Spielwarenmesse 2002                                        | 10. Feb. 2002      | 29 min        |
| 445        | 6         | Saint-Bernard Express – von Hunden, Mönchen und der Eisenbahn          | 17. Feb. 2002      | 29 min        |
| 446        | 7         | St. Louis, Rails & Ol' Man River                                       | 24. Feb. 2002      | 30 min        |
| 447        | 8         | Winterdampf im Böhmerwald                                              | 3. März 2002       | 28 min        |
| 448        | 9         | Rasende Züge – Schnaufende Rösser                                      | 10. März 2002      | 28 min        |
| 449        | 10        | Rhône-Express – vom Genfer See zum Matterhorn                          | 17. März 2002      | 29 min        |
| 450        | 11        | TranzAlpine – quer durch Neuseelands Süden                             | 24. März 2002      | 29 min        |
| 451        | 12        | Bahnmythos Cheyenne – Maßstab 1:87 – USA Modellbahn                    | 7. Apr. 2002       | 28 min        |
| 452        | 13        | Schätze aus Amateurarchiven Nr. 23 – Hans, Michael & Simon Fischbach   | 14. Apr. 2002      | 28 min        |
| 453        | 14        | Lokalbahnidylle im Salzkammergut                                       | 21. Apr. 2002      | 29 min        |
| 454        | 15        | Straßenbahnmuseum Zuffenhausen                                         | 28. Apr. 2002      | 29 min        |
| 455        | 16        | Bahnschmuckstücke                                                      | 5. Mai 2002        | 28 min        |
| 456        | 17        | Badische & Württembergische Bahnmomente – Nachkriegszeit & Aufbaujahre | 12. Mai 2002       | 29 min        |
| 457        | 18        | Schmalspurdampf am Ostseestrand                                        | 26. Mai 2002       | 29 min        |
| 458        | 19        | ICE-Neubaustrecke Frankfurt-Köln                                       | 2. Juni 2002       | 29 min        |
| 459        | 20        | 100 Jahre U-Bahn Berlin                                                | 9. Juni 2002       | ?             |
| 460        | 21        | Feuer, Glut & Dampfgeflüster                                           | 16. Juni 2002      | 28 min        |
| 461        | 22        | Reiseziele im In- und Ausland                                          | 23. Juni 2002      | 28 min        |
| 462        | 23        | Eisenbahn-Sommer 2002                                                  | 30. Juni 2002      | 28 min        |
| 463        | 24        | Bayern: Dampfparade – Loklegenden auf dem Laufsteg                     | 30. Sep. 2002      | 28 min        |
| 464        | 25        | Quer durchs Ländle                                                     | 6. Okt. 2002       | 29 min        |
| 465        | 26        | Völklingen – Modellbahnen im Weltkulturerbe                            | 13. Okt. 2002      | 29 min        |
| 466        | 27        | Unschlagbar – Der Nahverkehrs-Hit von Karlsruhe                        | 20. Okt. 2002      | 28 min        |
| 467        | 28        | Das Hobby Eisenbahn – oder der ganz normale Wahnsinn                   | 27. Okt. 2002      | 28 min        |
| 468        | 29        | Zwischen Aufbruch und Stilllegung – die 60er Jahre                     | 3. Nov. 2002       | 29 min        |
| 469        | 30        | Donnergrollen in den Bergen – Waldbahnen in Kalifornien                | 10. Nov. 2002      | 29 min        |
| 470        | 31        | Bahnen, Berge & Geschichten                                            | 17. Nov. 2002      | 28 min        |
| 471        | 32        | Modellbahners Anlagenträume                                            | 24. Nov. 2002      | 29 min        |
| 472        | 33        | Vergessene Schmalspurbahnen in Baden-Württemberg                       | 1. Dez. 2002       | 29 min        |
| 473        | 34        | Mit Volldampf in die Bahnzukunft                                       | 8. Dez. 2002       | 28 min        |
| 474        | 35        | TranzCoastal                                                           | 15. Dez. 2002      | 29 min        |
| 475        | 36        | Miniatur-Wunderland – Teil 1                                           | 22. Dez. 2002      | 29 min        |

### 2003 (Folgen 476 bis 512)
| Nr. (ges.) | Nr. (St.) | Originaltitel                                                 | Erstausstrahlung D | Episodendauer |
| ---------- | --------- | ------------------------------------------------------------- | ------------------ | ------------- |
| 476        | 1         | Schätze aus Amateurarchiven Nr. 24 – Heinz Hangarter          | 12. Jan. 2003      | 28 min        |
| 477        | 2         | Abenteuer Eisenbahn                                           | 19. Jan. 2003      | 27 min        |
| 478        | 3         | Eisenbahnnostalgie im Salzkammergut                           | 26. Jan. 2003      | 29 min        |
| 479        | 4         | Die Kaiserspur – Modellbahn-Geschichten in Spur II            | 2. Feb. 2003       | 28 min        |
| 480        | 5         | Dampfwolken zwischen Rhône und Isère                          | 9. Feb. 2003       | 28 min        |
| 481        | 6         | Nürnberger Spielwarenmesse 2003                               | 16. Feb. 2003      | ?             |
| 482        | 7         | Schönheide – oder die Rückkehr der Bimmelbahn                 | 23. Feb. 2003      | ?             |
| 483        | 8         | Links und rechts des Bahndamms                                | 16. März 2003      | 30 min        |
| 484        | 9         | Zwischen IC und Dampfloktod – die 70er Jahre                  | 23. März 2003      | 29 min        |
| 485        | 10        | Dampfreise zum Rübezahl                                       | 30. März 2003      | 28 min        |
| 486        | 11        | Dampflokstars im Westerwald 2002                              | 6. Apr. 2003       | 28 min        |
| 487        | 12        | Kleber-Express: Zwischen Kochtopf und Kursbuch                | 13. Apr. 2003      | 29 min        |
| 488        | 13        | Lézard Rouge – die Rote Eidechse                              | 27. Apr. 2003      | 29 min        |
| 489        | 14        | Die Dampfdinos leben                                          | 4. Mai 2003        | 29 min        |
| 490        | 15        | Eisenbahn-Sternstunden                                        | 11. Mai 2003       | 28 min        |
| 491        | 16        | Das selige Modellbahnlächeln                                  | 18. Mai 2003       | 28 min        |
| 492        | 17        | Am langen Seil – Bergbahnen in Baden-Württemberg              | 25. Mai 2003       | 29 min        |
| 493        | 18        | Dampfwolken über Osteuropa – Teil 1                           | 1. Juni 2003       | 29 min        |
| 494        | 19        | Das Ende eines Modellbahntraums                               | 15. Juni 2003      | 28 min        |
| 495        | 20        | Mit Dampf in die Zukunft – Museumsbahnen in Baden-Württemberg | 22. Juni 2003      | 29 min        |
| 496        | 21        | Ferien, Dampf und gute Laune                                  | 29. Juni 2003      | ?             |
| 497        | 22        | Eisenbahn-Sommer 2003                                         | 6. Juli 2003       | ?             |
| 498        | 23        | Die 80er Jahre                                                | 14. Sep. 2003      | 29 min        |
| 499        | 24        | Schienenkreuz im Glaspalast                                   | 21. Sep. 2003      | 29 min        |
| 500        | 25        | Folge 500 – Rückblick und Vorschau                            | 28. Sep. 2003      | 28 min        |
| 501        | 26        | Bahnparadies Berner Oberland                                  | 5. Okt. 2003       | 29 min        |
| 502        | 27        | Der Mitternachtssonne entgegen                                | 12. Okt. 2003      | 29 min        |
| 503        | 28        | Vivat Viadukt – 150 Jahre Eisenbahnviadukt Altenbeken         | 19. Okt. 2003      | 29 min        |
| 504        | 29        | Erzbahnen am Polarkreis                                       | 26. Okt. 2003      | 29 min        |
| 505        | 30        | Auf verlorenem Posten: Die Schrankenwärter von der Lahn       | 2. Nov. 2003       | 29 min        |
| 506        | 31        | Museumseisenbahn zwischen gestern und morgen – 30 Jahre EFZ   | 9. Nov. 2003       | 27 min        |
| 507        | 32        | Zwischen Elbe und Albula                                      | 16. Nov. 2003      | 28 min        |
| 508        | 33        | Die Rückkehr der Müglitztalbahn                               | 23. Nov. 2003      | 28 min        |
| 509        | 34        | Dampfwolken über dem Semmering                                | 30. Nov. 2003      | ?             |
| 510        | 35        | Außergewöhnliche Modellbahner                                 | 14. Dez. 2003      | 29 min        |
| 511        | 36        | Blechspielzeug vom Feinsten – Das Märklinmuseum in Göppingen  | 21. Dez. 2003      | 29 min        |
| 512        | 37        | Stille Nacht – Weihnachten auf der Salzburger Lokalbahn       | 25. Dez. 2003      | 29 min        |

### 2004 (Folgen 513 bis 547)
| Nr. (ges.) | Nr. (St.) | Originaltitel                                                          | Erstausstrahlung D | Episodendauer |
| ---------- | --------- | ---------------------------------------------------------------------- | ------------------ | ------------- |
| 513        | 1         | Dampfwolken über Osteuropa – Teil 2                                    | 11. Jan. 2004      | 29 min        |
| 514        | 2         | Hammer, Dampf- & Frauen-Power                                          | 18. Jan. 2004      | 28 min        |
| 515        | 3         | Maschinen, Modelle & Module                                            | 25. Jan. 2004      | 28 min        |
| 516        | 4         | 15 Maschinen im Ring – Dampflokfest in Selzthal                        | 1. Feb. 2004       | 29 min        |
| 517        | 5         | Mit Dampf und Diesel durchs wilde Alaska                               | 8. Feb. 2004       | 29 min        |
| 518        | 6         | Bürgerbahn oder Börsenbahn – 10 Jahre Bahnreform                       | 15. Feb. 2004      | 40 min        |
| 519        | 7         | Nürnberger Spielwarenmesse 2004 – Teil 1                               | 22. Feb. 2004      | 29 min        |
| 520        | 8         | Nürnberger Spielwarenmesse 2004 – Teil 2                               | 29. Feb. 2004      | 30 min        |
| 521        | 9         | Desert-Express – Mit Namibias Luxuszug durch den Norden des Landes     | 7. März 2004       | 29 min        |
| 522        | 10        | Desert-Express II – Mit Namibias Luxuszug durch den Westen des Landes  | 14. März 2004      | 29 min        |
| 523        | 11        | Schneewehen in der Hohen Tatra                                         | 21. März 2004      | 29 min        |
| 524        | 12        | Dampfende Schwedenhappen                                               | 28. März 2004      | 29 min        |
| 525        | 13        | Die Wachau – Im Bummelzug entlang an Weinbergen und Donauwellen        | 4. Apr. 2004       | 29 min        |
| 526        | 14        | Kulturgut Eisenbahn                                                    | 18. Apr. 2004      | 27 min        |
| 527        | 15        | Albula-Bahnkarussell – jodelnde Loks auf rhätischen Gleisen            | 25. Apr. 2004      | 29 min        |
| 528        | 16        | Bei Nacht und Nebel – Mit dem Gleisumbauzug auf der Mittelrheinstrecke | 2. Mai 2004        | 29 min        |
| 529        | 17        | Auf glitzernden Gleisen durch Schwedens grünes Herz                    | 9. Mai 2004        | 29 min        |
| 530        | 18        | Schätze aus Amateurarchiven Nr. 25 – Werner Reber                      | 16. Mai 2004       | 29 min        |
| 531        | 19        | Hellas auf Schienen                                                    | 23. Mai 2004       | 29 min        |
| 532        | 20        | Eisenbahn zwischen Wunder und Wirklichkeit                             | 6. Juni 2004       | ?             |
| 533        | 21        | Die Stoomtram von der Zuidersee                                        | 13. Juni 2004      | 29 min        |
| 534        | 22        | Mit dem Krokodil über den Gotthard                                     | 12. Sep. 2004      | 29 min        |
| 535        | 23        | Gleise in die Ferne – Pinsel, Stift und Eisenbahn                      | 19. Sep. 2004      | 29 min        |
| 536        | 24        | Sachsens Schmalspurbulle                                               | 26. Sep. 2004      | 29 min        |
| 537        | 25        | Zwischen Länderzauber und TEE-Träumen                                  | 10. Okt. 2004      | 28 min        |
| 538        | 26        | Schätze aus Amateurarchiven Nr. 26 – Helmut Bürger                     | 17. Okt. 2004      | 29 min        |
| 539        | 27        | Eugen Kittel – ein schwäbischer Dampflokkonstrukteur                   | 24. Okt. 2004      | 29 min        |
| 540        | 28        | Las Vegas in der Speicherstadt – Miniatur-Wunderland Teil 2            | 31. Okt. 2004      | 29 min        |
| 541        | 29        | Bahnhöfe, Loks und starke Typen                                        | 7. Nov. 2004       | 28 min        |
| 542        | 30        | Kleinod im Thüringer Wald – die Oberweißbacher Bergbahn                | 14. Nov. 2004      | 29 min        |
| 543        | 31        | Endstation Westerwald                                                  | 21. Nov. 2004      | 26 min        |
| 544        | 32        | „Bahn des Propheten“ – die Hedjazbahn                                  | 28. Nov. 2004      | 29 min        |
| 545        | 33        | Steamtown USA                                                          | 5. Dez. 2004       | 29 min        |
| 546        | 34        | Modellträume – Anlagen zum Verlieben                                   | 12. Dez. 2004      | 29 min        |
| 547        | 35        | Gleisgeschichten aus nah & fern                                        | 19. Dez. 2004      | 27 min        |
|            |           | Lichter, Züge, Weihnachtslieder                                        | 25. Dez. 2004      | 73 min        |

### 2005 (Folgen 548 bis 584)
| Nr. (ges.) | Nr. (St.) | Originaltitel                                                                   | Erstausstrahlung D | Episodendauer |
| ---------- | --------- | ------------------------------------------------------------------------------- | ------------------ | ------------- |
| 548        | 1         | La Trochita – der alte Patagonien-Express                                       | 16. Jan. 2005      | 29 min        |
| 549        | 2         | Der Bananenzug – auf alten Gleisen durch Honduras                               | 23. Jan. 2005      | 29 min        |
| 550        | 3         | Eisenbahnen – 24 Stunden am Tag: Portrait Gerhard Soukup                        | 30. Jan. 2005      | 29 min        |
| 551        | 4         | Im Registan durch Usbekistan – Bahnabenteuer Zentralasien                       | 13. Feb. 2005      | 29 min        |
| 552        | 5         | Schienenstrang und Seidenstraße – durch die Steppen Kasachstans und Usbekistans | 20. Feb. 2005      | 29 min        |
| 553        | 6         | Nürnberger Spielwarenmesse 2005 / 1                                             | 27. Feb. 2005      | 29 min        |
| 554        | 7         | Nürnberger Spielwarenmesse 2005 / 2                                             | 6. März 2005       | 29 min        |
| 555        | 8         | Steirische Schienenstränge                                                      | 13. März 2005      | 29 min        |
| 556        | 9         | Schätze aus Amateurarchiven Nr. 27 – Ute & Dieter Hauschild                     | 20. März 2005      | 29 min        |
| 557        | 10        | Von Triebwagen, Messen und Museen                                               | 3. Apr. 2005       | 29 min        |
| 558        | 11        | Der Bernina Express                                                             | 10. Apr. 2005      | 29 min        |
| 559        | 12        | Feldbahnmuseum Herrenleite – Feldbahnschätze im alten Steinbruch                | 17. Apr. 2005      | 29 min        |
| 560        | 13        | Schmale Spur und krumme Schiene – Quer durch den Roten Kontinent                | 24. Apr. 2005      | ?             |
| 561        | 14        | Die Kupferzüge vom Rio Blanco                                                   | 8. Mai 2005        | 28 min        |
| 562        | 15        | Die blaue Dampflok-Bibel – das Leben des Horst Obermayer                        | 22. Mai 2005       | 29 min        |
| 563        | 16        | Von Bahnen, Menschen und Modellen                                               | 29. Mai 2005       | 28 min        |
| 564        | 17        | Die Heidekrautbahn                                                              | 5. Juni 2005       | 28 min        |
| 565        | 18        | 75 Jahre Glacier Express                                                        | 12. Juni 2005      | 29 min        |
| 566        | 19        | Von Zechen und Zügen                                                            | 19. Juni 2005      | 30 min        |
| 567        | 20        | Stolz der Reichsbahn – Der legendäre Görlitzer                                  | 26. Juni 2005      | 28 min        |
| 568        | 21        | Auto-Reise-Züge                                                                 | 3. Juli 2005       | 28 min        |
| 569        | 22        | Ein Leben für die Eisenbahn                                                     | 10. Juli 2005      | 28 min        |
| 570        | 23        | Ferien, Dampf & gute Laune                                                      | 17. Juli 2005      | 28 min        |
| 571        | 24        | Road to Paradise                                                                | 1. Okt. 2005       | 29 min        |
| 572        | 25        | Arbeit für drei Generationen – Portrait: 40 Jahre GSE Stuttgart                 | 25. Sep. 2005      | 29 min        |
| 573        | 26        | Von Bahnen, Bergen & Pilgern                                                    | 2. Okt. 2005       | 29 min        |
| 574        | 27        | Schuften im Schotterbett – Auf Nachtschicht mit dem Bahn-Bauzug                 | 9. Okt. 2005       | 29 min        |
| 575        | 28        | Ein Triebkopf kommt selten allein                                               | 16. Okt. 2005      | 29 min        |
| 576        | 29        | Von Kartoffelkäfern und Bügeleisen in Lëtzebuerg – Sonderfahrt 2005 Teil 1      | 23. Okt. 2005      | 29 min        |
| 577        | 30        | Le Plandampf 2005                                                               | 30. Okt. 2005      | 29 min        |
| 578        | 31        | Bahn-Spezialitäten                                                              | 6. Nov. 2005       | 28 min        |
| 579        | 32        | „Jan Klein“ auf der Spur – Kleinbahnerinnerungen aus Ostfriesland               | 13. Nov. 2005      | 29 min        |
| 580        | 33        | Ein amerikanisches Schmalspurmärchen                                            | 20. Nov. 2005      | 28 min        |
| 581        | 34        | „Zurück nach Damals“ – Dampf-Spektakel in den Niederlanden                      | 27. Nov. 2005      | 29 min        |
| 582        | 35        | Modell & Wirklichkeit                                                           | 4. Dez. 2005       | 28 min        |
| 583        | 36        | Mit Dampf durch die Ardennen                                                    | 11. Dez. 2005      | 29 min        |
| 584        | 37        | Bahn-Traum-Welten                                                               | 18. Dez. 2005      | 29 min        |

### 2006 (Folgen 585 bis 625)
| Nr. (ges.) | Nr. (St.) | Originaltitel                                                                  | Erstausstrahlung D | Episodendauer |
| ---------- | --------- | ------------------------------------------------------------------------------ | ------------------ | ------------- |
| 585        | 1         | Ferrovia Circumetnea – auf Schmalspur rund um den Ätna                         | 15. Jan. 2006      | 29 min        |
| 586        | 2         | Die Schwarzwaldbahn en Miniature                                               | 22. Jan. 2006      | 29 min        |
| 587        | 3         | Peking Express – Zugreise durch China an den Baikalsee                         | 29. Jan. 2006      | 28 min        |
| 588        | 4         | Transsibirische Eisenbahn – in Chruschtschows Wagen durch Sibirien             | 5. Feb. 2006       | 29 min        |
| 589        | 5         | Dampf und Gewitterwolken am Eisenbahnhimmel                                    | 12. Feb. 2006      | 29 min        |
| 590        | 6         | Nürnberger Spielwarenmesse 2006 / 1                                            | 19. Feb. 2006      | 29 min        |
| 591        | 7         | Nürnberger Spielwarenmesse 2006 / 2                                            | 26. Feb. 2006      | 29 min        |
| 592        | 8         | Eiserne Ladies und rüstige Veteranen – die schöne Schienenwelt der Isle of Man | 5. März 2006       | 29 min        |
| 593        | 9         | Dampfabschied am Jingpeng Pass                                                 | 12. März 2006      | 29 min        |
| 594        | 10        | Die Außerfernbahn                                                              | 19. März 2006      | 29 min        |
| 595        | 11        | Modellbahnen mit Pfiff                                                         | 26. März 2006      | 29 min        |
| 596        | 12        | Ein Schweizer Wintermärchen – Mit Dampf durch den Jura (Teil 1)                | 2. Apr. 2006       | 29 min        |
| 597        | 13        | Chinas Dampfbahnen                                                             | 9. Apr. 2006       | 29 min        |
| 598        | 14        | Plan-Dampf-Wolken 2005                                                         | 23. Apr. 2006      | 29 min        |
| 599        | 15        | Schienenwege durch Afrika                                                      | 30. Apr. 2006      | 29 min        |
| 600        | 16        | Altoona – das Eisenbahnherz von Pennsylvania                                   | 7. Mai 2006        | 29 min        |
| 601        | 17        | Romantik per Fahrkarte                                                         | 14. Mai 2006       | 29 min        |
| 602        | 18        | SOB – die Schweizerische Südostbahn                                            | 21. Mai 2006       | 29 min        |
| 603        | 19        | Harzdampf auf neuer Strecke                                                    | 28. Mai 2006       | 29 min        |
| 604        | 20        | Giganten aus Stahl – Wie in Kassel die stärksten Loks der Welt entstehen       | 11. Juni 2006      | 28 min        |
| 605        | 21        | Lebendige Bahngeschichte                                                       | 18. Juni 2006      | 29 min        |
| 606        | 22        | Das längste Loch der Welt – die Baustelle am Gotthard-Tunnel                   | 25. Juni 2006      | 30 min        |
| 607        | 23        | Zurück nach damals & retour                                                    | 2. Juli 2006       | 28 min        |
| 608        | 24        | Weltmeisterliches Bahnfinale                                                   | 9. Juli 2006       | 29 min        |
| 609        | 25        | Ortloffs Ferientipps                                                           | 16. Juli 2006      | 28 min        |
| 610        | 26        | Geburtstagsfahrt – 15 Jahre Eisenbahn-Romantik                                 | 3. Sep. 2006       | 29 min        |
| 611        | 27        | Ein Schweizer Wintermärchen – Mit Bubikopf & Elefant (Teil 2)                  | 10. Sep. 2006      | 29 min        |
| 612        | 28        | Kohle & Dampf – eine Landesausstellung in Oberösterreich                       | 17. Sep. 2006      | 29 min        |
| 613        | 29        | Bahnpassion zwischen Parkbahn, Bahnpark & Panama                               | 24. Sep. 2006      | 28 min        |
| 614        | 30        | Stahlband durch die Bergwüste Argentiniens – Ramal C 14                        | 1. Okt. 2006       | 29 min        |
| 615        | 31        | Dampf in Hollands Hügelland                                                    | 8. Okt. 2006       | 29 min        |
| 616        | 32        | 125 Jahre Schmalspurbahnen in Sachsen                                          | 15. Okt. 2006      | 29 min        |
| 617        | 33        | Verrückt nach Dampf – Ostras Leben für die Eisenbahn                           | 22. Okt. 2006      | 29 min        |
| 618        | 34        | Rechts & links des Bahndamms                                                   | 29. Okt. 2006      | 28 min        |
| 619        | 35        | Mit dem Kanarienvogel durch die Pyrenäen                                       | 5. Nov. 2006       | 29 min        |
| 620        | 36        | 100 Jahre Garantie – technische Bauten aus dem 19. Jahrhundert                 | 12. Nov. 2006      | 29 min        |
| 621        | 37        | Von Dampftreffen & Modellträumen                                               | 19. Nov. 2006      | 29 min        |
| 622        | 38        | Skandinavien in der Speicherstadt – Miniatur-Wunderland Teil 3                 | 26. Nov. 2006      | 29 min        |
| 623        | 39        | ZUG 150 – Eisenbahnen in Schweden                                              | 3. Dez. 2006       | 29 min        |
| 624        | 40        | Amerikanische Bahnträume                                                       | 10. Dez. 2006      | 29 min        |
| 625        | 41        | Weißblech unterm Weihnachtsbaum                                                | 17. Dez. 2006      | 29 min        |
|            |           | Weihnachtsprogramm 2006: Dampf wartet auf das Christkind                       | 24. Dez. 2006      | 50 min        |
|            |           | Weihnachtsprogramm 2006: Dampfraketen                                          | 31. Dez. 2006      | 30 min        |

### 2007 (Folgen 626 bis 661)
| Nr. (ges.) | Nr. (St.) | Originaltitel                                                      | Erstausstrahlung D | Episodendauer |
| ---------- | --------- | ------------------------------------------------------------------ | ------------------ | ------------- |
| 626        | 1         | Ein Schweizer Wintermärchen – Dampfdinos in der Jurasonne (Teil 3) | 14. Jan. 2007      | 29 min        |
| 627        | 2         | Salsa, Dampf & Zuckerrohr                                          | 21. Jan. 2007      | 28 min        |
| 628        | 3         | Auf Kaisers Spur – Bahnidylle im Salzkammergut                     | 28. Jan. 2007      | 29 min        |
| 629        | 4         | Auf dem Dach der Welt – von Peking nach Lhasa per Zug              | 4. Feb. 2007       | 29 min        |
| 630        | 5         | Nürnberger Spielwarenmesse 2007                                    | 12. Feb. 2007      | 29 min        |
| 631        | 6         | Bahnen zwischen Finale und Neubeginn                               | 19. Feb. 2007      | 29 min        |
| 632        | 7         | Rauchzeichen über dem Douro – Bahnschätze in Portugal              | 4. März 2007       | 29 min        |
| 633        | 8         | Die Karwendelbahn – Von Innsbruck nach München                     | 11. März 2007      | 29 min        |
| 634        | 9         | Grüner Tee & grauer Rauch – Bahnreise durch Japans Mitte           | 18. März 2007      | 29 min        |
| 635        | 10        | Dampfromantik im Erzgebirge                                        | 25. März 2007      | 29 min        |
| 636        | 11        | Zwischen ICE-Wartung und Schienenbus-Idylle                        | 1. Apr. 2007       | 29 min        |
| 637        | 12        | Kinder-Eisen-Bahnen                                                | 15. Apr. 2007      | 28 min        |
| 638        | 13        | Erinnerungen an ein Idyll – als Sachsen noch schmalspurig war      | 22. Apr. 2007      | 29 min        |
| 639        | 14        | Schätze aus Amateurarchiven Nr. 28 – Elke & Rolf Schlafke          | 29. Apr. 2007      | 29 min        |
| 640        | 15        | Der Molli – Dampfvergnügen auf 900 mm Spurweite                    | 6. Mai 2007        | 29 min        |
| 641        | 16        | Null-Lösung – oder der ganz besondere Modelltraum                  | 13. Mai 2007       | 29 min        |
| 642        | 17        | Erinnerungen an die Federseebahn                                   | 20. Mai 2007       | 29 min        |
| 643        | 18        | Bahnabenteuer am Khyberpass                                        | 3. Juni 2007       | 28 min        |
| 644        | 19        | Dampfromantik in der Abendsonne                                    | 10. Juni 2007      | 29 min        |
| 645        | 20        | Rasende Züge und bimmelnde Bahnen                                  | 17. Juni 2007      | 28 min        |
| 646        | 21        | Die gute alte Elektrische                                          | 24. Juni 2007      | 29 min        |
| 647        | 22        | Rollende Bahngeschichten                                           | 1. Juli 2007       | 28 min        |
| 648        | 23        | Bahnnostalgie im Madonnenländchen                                  | 16. Sep. 2007      | 29 min        |
| 649        | 24        | Pionier auf schmaler Spur – Deutschlands älteste Museumsbahn       | 23. Sep. 2007      | 29 min        |
| 650        | 25        | Lötschberg – Magistrale über die Alpen                             | 30. Sep. 2007      | 29 min        |
| 651        | 26        | Lötschberg – der neue Tunnel                                       | 7. Okt. 2007       | 29 min        |
| 652        | 27        | Linie 15 – Erinnerungen an Stuttgarts letzte Straßenbahn           | 14. Okt. 2007      | 29 min        |
| 653        | 28        | Zug der Wunder – von Nizza in die Seealpen                         | 21. Okt. 2007      | 29 min        |
| 654        | 29        | Schmalspurvergnügen zwischen Preßnitztal und Fichtelberg           | 28. Okt. 2007      | 29 min        |
| 655        | 30        | Wohin fährt die Börsenbahn?                                        | 4. Nov. 2007       | 30 min        |
| 656        | 31        | Auf den Spuren des Orientexpress                                   | 11. Nov. 2007      | 28 min        |
| 657        | 32        | Tausend und eine Dampfwolke                                        | 18. Nov. 2007      | 29 min        |
| 658        | 33        | Der Shinkansen – Japans eisernes Rückgrat                          | 25. Nov. 2007      | 29 min        |
| 659        | 34        | Mythos Gotthard                                                    | 2. Dez. 2007       | 29 min        |
| 660        | 35        | Adventsdampf 2007                                                  | 9. Dez. 2007       | ?             |
| 661        | 36        | Modelle-Bahnen-Träume                                              | 16. Dez. 2007      | 29 min        |

### 2008 (Folgen 662 bis 688)
| Nr. (ges.) | Nr. (St.) | Originaltitel                                                       | Erstausstrahlung D | Episodendauer |
| ---------- | --------- | ------------------------------------------------------------------- | ------------------ | ------------- |
| 662        | 1         | Der Pinienzapfenzug – auf wackeligen Gleisen durch die Provence     | 13. Jan. 2008      | 29 min        |
| 663        | 2         | Fjorde, Gletscher, Eisenbahnen – Kreuzfahrt durch Norwegen          | 27. Jan. 2008      | 29 min        |
| 664        | 3         | Eine Reise in Japans grünes Herz                                    | 3. Feb. 2008       | 29 min        |
| 665        | 4         | Bahnabenteuer Rocky Mountains                                       | 10. Feb. 2008      | 29 min        |
| 666        | 5         | Eisenbahn-Romantik als Magazin                                      | 17. Feb. 2008      | 29 min        |
| 667        | 6         | Nürnberger Spielwarenmesse 2008                                     | 24. Feb. 2008      | 29 min        |
| 668        | 7         | Durch die Schluchten des Balkan – oder: Mit Volldampf ins Abendland | 9. März 2008       | 29 min        |
| 669        | 8         | Donauwellen & Dampfträume                                           | 16. März 2008      | 29 min        |
| 670        | 9         | Zuggeschichten zwischen gestern und morgen                          | 30. März 2008      | 29 min        |
| 671        | 10        | Alpindampf zwischen Tauern und Adria                                | 6. Apr. 2008       | 29 min        |
| 672        | 11        | Das spannende Leben des Dampflokführers Martin H.                   | 13. Apr. 2008      | 29 min        |
| 673        | 12        | Waldbahnidylle in Rumänien                                          | 20. Apr. 2008      | 29 min        |
| 674        | 13        | Schweden: Bahnen-Gruben-Einsamkeit                                  | 27. Apr. 2008      | 29 min        |
| 675        | 14        | Alpenglühen im Wunderland – Miniatur-Wunderland Teil 4              | 4. Mai 2008        | 29 min        |
| 676        | 15        | Stuttgart 21 – Wahn oder Sinn?                                      | 18. Mai 2008       | 29 min        |
| 677        | 16        | Meeresrauschen und Dampfgeflüster in der Picardie                   | 25. Mai 2008       | 29 min        |
| 678        | 17        | Züge, Dampf & Sonnenschein                                          | 1. Juni 2008       | 28 min        |
| 679        | 18        | Der Oldtimer von Appenzell                                          | 14. Sep. 2008      | 28 min        |
| 680        | 19        | Transalpina – von der Adria hinauf in die Julischen Alpen           | 21. Sep. 2008      | 29 min        |
| 681        | 20        | Bahnabenteuer in Kanadas Westen                                     | 28. Sep. 2008      | 29 min        |
| 682        | 21        | Stuttgarts Bahnschätze                                              | 5. Okt. 2008       | 29 min        |
| 683        | 22        | Mit Rikscha und Dampfross – Eisenbahnmuseen in Japans Mitte         | 12. Okt. 2008      | 29 min        |
| 684        | 23        | Rheingold – eine Legende wird 80                                    | 23. Nov. 2008      | 29 min        |
| 685        | 24        | Expedition Sandträsk                                                | 30. Nov. 2008      | 29 min        |
| 686        | 25        | Mit Volldampf durch die Toskana                                     | 7. Dez. 2008       | 29 min        |
| 687        | 26        | Adventsdampf                                                        | 14. Dez. 2008      | 25 min        |
| 688        | 27        | Bahnen unterm Weihnachtsbaum                                        | 21. Dez. 2008      | 300 min       |
|            |           | Bahnzauber am Heiligen Abend                                        | 24. Dez. 2008      | 58 min        |
|            |           | Modellbahnmärchen Miniatur Wunderland                               | 27. Dez. 2008      | 74 min        |
| 656 XL     |           | Weihnachtsprogramm 2008: Auf den Spuren des Orientexpress           | 28. Dez. 2008      | 43 min        |

### 2009 (Folgen 689 bis 711)
| Nr. (ges.) | Nr. (St.) | Originaltitel                                                      | Erstausstrahlung D | Episodendauer |
| ---------- | --------- | ------------------------------------------------------------------ | ------------------ | ------------- |
|            |           | Männerträume                                                       | 4. Jan. 2009       | 58 min        |
| 689        | 1         | Die Bahn auf dem Damm – das RTM Museum in Südholland               | 11. Jan. 2009      | 29 min        |
| 690        | 2         | Durch die Schluchten des Zentralmassivs                            | 18. Jan. 2009      | 29 min        |
| 691        | 3         | Eine Lady macht Dampf – die Yamaguchi-Linie in Japans Südwesten    | 25. Jan. 2009      | 29 min        |
| 692        | 4         | Spielzeugträume aus Weißblech                                      | 1. Feb. 2009       | 29 min        |
| 693        | 5         | Baltisches Schmalspurmärchen                                       | 8. Feb. 2009       | 29 min        |
| 694        | 6         | Nürnberger Spielwarenmesse 2009                                    | 15. Feb. 2009      | 30 min        |
| 695        | 7         | Wüsten, Züge, Dromedare – Bahnabenteuer in Marokko                 | 22. Feb. 2009      | 29 min        |
| 696        | 8         | Bahnecho vom Königssee                                             | 7. Juni 2009       | 29 min        |
| 697        | 9         | Helsinki Richtung Osten – Bahnabenteuer Finnland Teil 1            | 14. Juni 2009      | 29 min        |
| 698        | 10        | Diesel, Dampf & helle Nächte – Bahnabenteuer Finnland Teil 2       | 21. Juni 2009      | 29 min        |
| 699        | 11        | Kleinbahnschätze in Österreichs Westen                             | 28. Juni 2009      | 29 min        |
| 700        | 12        | Die stählerne Schlange Eritreas                                    | 5. Juli 2009       | 29 min        |
| 701        | 13        | „Strecken 8“ auf neuen Gleisen – Bahnwunder vom Balkan             | 12. Juli 2009      | 29 min        |
| 702        | 14        | Toskana des Nordens – Bahnen zwischen Uckermark und Stettiner Haff | 19. Juli 2009      | 29 min        |
| 703        | 15        | Die Teebahn von Darjeeling                                         | 26. Juli 2009      | 29 min        |
| 704        | 16        | Die Arlbergbahn                                                    | 2. Aug. 2009       | 29 min        |
| 705        | 17        | Wie die Eisenbahn in die Eifel kam                                 | 9. Aug. 2009       | 29 min        |
| 706        | 18        | Die letzten Dampfrösser von Burma                                  | 16. Aug. 2009      | 29 min        |
| 707        | 19        | Bahngeschichten aus dem Burgenland                                 | 23. Aug. 2009      | 29 min        |
| 708        | 20        | Deutschland, deine Bahnschätze – Hamburg                           | 30. Aug. 2009      | 29 min        |
| 709        | 21        | 150 Jahre Märklin                                                  | 6. Dez. 2009       | 28 min        |
| 710        | 22        | Modellbahnzauber                                                   | 13. Dez. 2009      | 28 min        |
| 711        | 23        | Dampfträume zum 4. Advent                                          | 20. Dez. 2009      | 28 min        |

### 2010 (Folgen 712 bis 732)
| Nr. (ges.) | Nr. (St.) | Originaltitel                                          | Erstausstrahlung D | Episodendauer |
| ---------- | --------- | ------------------------------------------------------ | ------------------ | ------------- |
| 712        | 1         | 175 Jahre Eisenbahn in Deutschland                     | 10. Jan. 2010      | 29 min        |
| 713        | 2         | Royal Scotsman                                         | 17. Jan. 2010      | 29 min        |
| 714        | 3         | Nilgiri Mountain Railway                               | 24. Jan. 2010      | 30 min        |
| 715        | 4         | Zeitreise durchs Land der Windmühlen                   | 31. Jan. 2010      | 29 min        |
| 716        | 5         | El Transcantábrico – im Luxuszug durch Spaniens Norden | 7. Feb. 2010       | 29 min        |
| 717        | 6         | Nürnberger Spielwarenmesse 2010                        | 21. Feb. 2010      | 29 min        |
| 718        | 7         | Die Eisenbahn wie vor 50 Jahren                        | 28. Feb. 2010      | 29 min        |
| 719        | 8         | Welterbe zwischen Albula & Bernina                     | 6. Juni 2010       | 29 min        |
| 720        | 9         | Kara Tren – mit Dampf durch die Westtürkei             | 13. Juni 2010      | 29 min        |
| 721        | 10        | El Tren a la Tica – Bahnabenteuer in Costa Rica        | 20. Juni 2010      | 29 min        |
| 722        | 11        | Die Schwäbische Waldbahn – Neubeginn auf alten Gleisen | 27. Juni 2010      | 29 min        |
| 723        | 12        | Steam in Northern Ireland                              | 4. Juli 2010       | 29 min        |
| 724        | 13        | Von Bergköniginnen und Harzkamelen                     | 11. Juli 2010      | 29 min        |
| 725        | 14        | Bahnlegende Santa Fe                                   | 18. Juli 2010      | 29 min        |
| 726        | 15        | Dampf nach fünf Jahrzehnten Stillstand                 | 25. Juli 2010      | 30 min        |
| 727        | 16        | Die Ruhr und ihr Pott                                  | 1. Aug. 2010       | 29 min        |
| 728        | 17        | Stuttgart 21 – ein Milliardengrab?                     | 8. Aug. 2010       | 29 min        |
| 729        | 18        | Pinzgauer Lokalbahn – Totgesagte leben länger          | 15. Aug. 2010      | 29 min        |
| 730        | 19        | Das Furkamärchen – die Legende ist über den Berg       | 29. Aug. 2010      | 29 min        |
| 731        | 20        | Meine kleine Welt                                      | 12. Dez. 2010      | 29 min        |
| 732        | 21        | Kleine Bahn, ganz groß                                 | 19. Dez. 2010      | 28 min        |
| 733 XL     |           | Mit Volldampf durch Deutschland Teil 1                 | 25. Dez. 2010      | 44 min        |
| 734 XL     |           | Mit Volldampf durch Deutschland Teil 2                 | 26. Dez. 2010      | 44 min        |

### 2011 (Folgen 733 bis 754)
| Nr. (ges.) | Nr. (St.) | Originaltitel                                                         | Erstausstrahlung D | Episodendauer |
| ---------- | --------- | --------------------------------------------------------------------- | ------------------ | ------------- |
| 733        | 1         | Mit Volldampf durch Deutschland Teil 1                                | 9. Jan. 2011       | 29 min        |
| 734        | 2         | Mit Volldampf durch Deutschland Teil 2                                | 16. Jan. 2011      | 29 min        |
| 735        | 3         | ONTRAXS – oder die Modellbahn-Kleinkunst von Utrecht                  | 23. Jan. 2011      | 29 min        |
| 736        | 4         | Baltisches Dieselgewitter                                             | 30. Jan. 2011      | 29 min        |
| 737        | 5         | Eine Reise ins Schmalspurparadies Wales                               | 6. Feb. 2011       | 29 min        |
| 738        | 6         | Nürnberger Spielwarenmesse 2011                                       | 20. Feb. 2011      | 29 min        |
| 739        | 7         | Golden Pass Line                                                      | 27. Feb. 2011      | 29 min        |
| 740        | 8         | Auf blanken Gleisen durchs Nildelta                                   | 5. Juni 2011       | 29 min        |
| 741        | 9         | Dampf im Santa-Fe-Land                                                | 19. Juni 2011      | 29 min        |
| 742        | 10        | Im Trenino Verde durch Sardinien                                      | 26. Juni 2011      | 29 min        |
| 743        | 11        | Kaukasisches Bahnabenteuer                                            | 3. Juli 2011       | 29 min        |
| 744        | 12        | Nächtlicher Blick auf Virginias Bahnen                                | 10. Juli 2011      | 29 min        |
| 745        | 13        | Schmalspurnostalgie „Down under“ – Museumsbahnen im Süden Australiens | 17. Juli 2011      | 29 min        |
| 746        | 14        | Zuckersusi & Strampelbahn – 35 Jahre Kranichstein                     | 24. Juli 2011      | 29 min        |
| 747        | 15        | Usedomer Bäderbahn – die Geschichte einer Inselbahn                   | 31. Juli 2011      | 30 min        |
| 748        | 16        | Vom Bosporus zum Vansee – Bahnabenteuer Türkei                        | 7. Aug. 2011       | 29 min        |
| 749        | 17        | Chepe – Bahnabenteuer im wilden Norden von Mexiko                     | 14. Aug. 2011      | 29 min        |
| 750        | 18        | Das Beste aus 20 Jahren Eisenbahn-Romantik                            | 21. Aug. 2011      | 30 min        |
| 751        | 19        | Harz im Herbst – die Harzer Schmalspurbahnen                          | 28. Aug. 2011      | 29 min        |
| 752        | 20        | Dezemberdampf                                                         | 4. Dez. 2011       | 27 min        |
| 753        | 21        | Lokhits und Anlagenschlager                                           | 11. Dez. 2011      | 28 min        |
| 754        | 22        | Dampfreise durch den wilden Südwesten – Teil 1                        | 18. Dez. 2011      | 29 min        |

### 2012 (Folgen 755 bis 777)
| Nr. (ges.) | Nr. (St.) | Originaltitel                                                                                       | Erstausstrahlung D     | Episodendauer |
| ---------- | --------- | --------------------------------------------------------------------------------------------------- | ---------------------- | ------------- |
|            |           | Modellbahn Traumtheater                                                                             | 1. Jan. 2012           | 43 min        |
| 755        | 1         | Dampfreise durch den wilden Südwesten – Teil 2                                                      | 15. Jan. 2012          | 29 min        |
| 756        | 2         | ONTRAXS – oder der Modellbahn-Olymp                                                                 | 29. Jan. 2012          | 29 min        |
| 757        | 3         | Der Reblaus Express – Eine Reise vom Wein- ins Waldviertel                                          | 5. Feb. 2012           | 29 min        |
| 757 XL     |           | Der Reblaus Express – Eine Reise vom Wein- ins Waldviertel                                          | 5. Feb. 2012           | 44 min        |
| 758        | 4         | Eisenbahn-Paradies Sacramento                                                                       | 12. Feb. 2012          | 29 min        |
| 759        | 5         | Nürnberger Spielwarenmesse 2012                                                                     | 19. Feb. 2012          | 29 min        |
| 760        | 6         | Nostalgie Glacier Express                                                                           | 26. Feb. 2012          | 28 min        |
| 761        | 7         | „Kereta api“ oder mit dem Feuerwagen durch Java                                                     | 3. Juni 2012           | 29 min        |
| 762        | 8         | Diesellok statt Dromedar – mit dem Wüstenzug durch Tunesien                                         | 10. Juni 2012          | 29 min        |
| 763        | 9         | U Trinighellu – Eine Schmalspurreise auf Korsika                                                    | 24. Juni 2012          | 29 min        |
| 764        | 10        | California Zephyr – von San Francisco in die Rocky Mountains                                        | 1. Juli 2012           | 29 min        |
| 765        | 11        | California Zephyr – von den Rocky Mountains nach Chicago                                            | 8. Juli 2012           | 29 min        |
| 766        | 12        | Brandenburgische Bahn Bilder                                                                        | 15. Juli 2012          | 29 min        |
| 767        | 13        | 6 PS zum Überleben – mit der Motorlore durchs Wattenmeer                                            | 22. Juli 2012          | 29 min        |
| 768        | 14        | Gletscherwunder Jungfraubahn                                                                        | 29. Juli 2012          | 29 min        |
| 769        | 15        | Nächster Halt: Pforzheim-Weißenstein – Von der Brandruine zum Bahnjuwel                             | 5. Aug. 2012           | 29 min.       |
| 770        | 16        | Trollhättan – Schwedens Lokomotiv-Wiege                                                             | 12. Aug. 2012          | 30 min        |
| 771        | 17        | Schmalspurvergnügen im Baskenland                                                                   | 19. Aug. 2012          | 29 min        |
| 772        | 18        | 200 Jahre Dampfeisenbahn in Leeds                                                                   | 26. Aug. 2012          | 29 min        |
| 773        | 19        | Eisenbahnmärchen in Bayerisch-Kanada                                                                | 2. Sep. 2012           | 29 min        |
| 774        | 20        | Südindisches Breitspurabenteuer – eine Reise durch Tamil Nadu alternativ Südindien auf breiter Spur | 9. Sep. 2012           | 29 min        |
| 760 XL     |           | Nostalgie Glacier Express                                                                           | 2. Oktober 2012 (3sat) | 43 min        |
| 689 XL     |           | Die Bahn auf dem Damm – das RTM Museum in Südholland                                                | 2. Oktober 2012 (3sat) | 50 min        |
| 697 XL     |           | Finnisches Breitspurabenteuer                                                                       | 2. Oktober 2012 (3sat) | 44 min        |
| 767 XL     |           | 6 PS zum Überleben – mit der Motorlore durchs Wattenmeer                                            | 2. Oktober 2012 (3sat) | 44 min        |
| 768 XL     |           | Gletscherwunder Jungfraubahn                                                                        | 2. Oktober 2012 (3sat) | 43 min        |
| 775        | 21        | Modell Bahn Zauber                                                                                  | 8. Dez. 2012           | 28 min        |
| 776        | 22        | Pässe, Puffer, Palatschinken – Teil 1                                                               | 15. Dez. 2012          | 29 min        |
|            |           | Modellbahnzauber                                                                                    | 23. Dez. 2012          | 41 min        |
| 777        | 23        | Traumhafte Modelleisenbahnen                                                                        | 29. Dez. 2012          | 27 min        |

### 2013 (Folgen 778 bis 802)
| Nr. (ges.) | Nr. (St.) | Originaltitel                                                                  | Erstausstrahlung D | Episodendauer |
| ---------- | --------- | ------------------------------------------------------------------------------ | ------------------ | ------------- |
| 778        | 1         | Pässe, Puffer, Palatschinken – Teil 2                                          | 12. Jan. 2013      | 29 min        |
| 779        | 2         | Mit dem Zug zum letzten Winkel der Welt                                        | 19. Jan. 2013      | 29 min        |
| 780        | 3         | 100 Jahre Lokomotivmanufaktur Gmeinder                                         | 26. Jan. 2013      | 29 min        |
| 781        | 4         | Von Chicago nach New Orleans                                                   | 2. Feb. 2013       | 29 min        |
| 782        | 5         | Die Achertalbahn – eine Museumsbahn mit Vergangenheit, aber auch mit Zukunft?  | 9. Feb. 2013       | 29 min        |
| 783        | 6         | Nürnberger Spielwarenmesse 2013                                                | 16. Feb. 2013      | 30 min        |
| 784        | 7         | Stuttgart nach 21                                                              | 23. Feb. 2013      | 29 min        |
| 785        | 8         | Masuren – Land ohne Eile                                                       | 1. Juni 2013       | 29 min        |
| 786        | 9         | Westerwälder Visionen                                                          | 8. Juni 2013       | 29 min        |
| 787        | 10        | Werksverkehr und Ausflugszügle – Feldbahnen im Südwesten                       | 15. Juni 2013      | 29 min        |
| 788        | 11        | Almost Heaven, West Virginia – Waldbahndinos in Aktion                         | 22. Juni 2013      | 29 min        |
| 789        | 12        | Bahnverein im Schwabenalter – 40 Jahre EFZ                                     | 29. Juni 2013      | 29 min        |
| 790        | 13        | Irlands dampfende Vergangenheit                                                | 6. Juli 2013       | 29 min        |
| 791        | 14        | Eisenbahnspielen in freier Natur – Garten- und Parkbahnen im Schwabenland      | 13. Juli 2013      | 29 min        |
| 792        | 15        | Elektrisch ins Jrüne – Ausflugsbahnen rund um Berlin                           | 20. Juli 2013      | 29 min        |
| 793        | 16        | Zwischen Jungfernsprung und Drachenfels – die Renaissance des Bundenthalers    | 27. Juli 2013      | 29 min        |
| 794        | 17        | Schienenkreuzfahrt Bodensee – Bahngeschichten am Schwäbischen Meer             | 3. Aug. 2013       | 29 min        |
| 795        | 18        | „Natur, Nostalgie und die 97 501“ – oder schaukelnd durch die Biosphäre        | 10. Aug. 2013      | 29 min        |
| 796        | 19        | Von Tausendfüßlern, Elefanten und Löwenbabys – Shongololo-Express Teil 1       | 17. Aug. 2013      | 29 min        |
| 797        | 20        | Von Springböcken, Nashörnern und gefleckten Hunden – Shongololo-Express Teil 2 | 24. Aug. 2013      | 29 min        |
|            |           | Eisenbahn-Romantik zwischen Bodensee und Westerwald                            | 24. Aug. 2013      | 88 min        |
| 798        | 21        | Bahnnostalgie im Bayerischen Wald                                              | 31. Aug. 2013      | 29 min        |
| 787 XL     |           | Von der Feldbahn zur Weltbahn – auf 600 Millimetern durch die Geschichte       | 7. Okt. 2013       | 44 min        |
| 799        | 22        | Vier Jahreszeiten – acht Modellbahnen                                          | 6. Dez. 2013       | 28 min        |
| 800        | 23        | Der Feldbahn auf der Spur – von kleinen Zügen und großen Plänen                | 7. Dez. 2013       | 29 min        |
| 801        | 24        | Ein Schwäbisches Modellbahnmärchen                                             | 13. Dez. 2013      | 29 min        |
| 802        | 25        | Tren a las Nubes – Zug in den Wolken                                           | 14. Dez. 2013      | 29 min        |

### 2014 (Folgen 803 bis 830)
| Nr. (ges.) | Nr. (St.) | Originaltitel                                                        | Erstausstrahlung D | Episodendauer |
| ---------- | --------- | -------------------------------------------------------------------- | ------------------ | ------------- |
| 803        | 1         | Dampfgeschichten aus Südengland                                      | 11. Jan. 2014      | 29 min        |
| 804        | 2         | Die 3-Seen-Bahn – Zwischen Schluchsee und Titisee                    | 18. Jan. 2014      | 29 min        |
| 805        | 3         | Taiwan – kleine Insel, großes Bahnland                               | 25. Jan. 2014      | 29 min        |
|            |           | Eisenbahn-Romantik im Südwesten                                      | 26. Jan. 2014      | 88 min        |
| 806        | 4         | Anlagenträume im alten Schlachthof – Erlebnis Modellbahn Dresden     | 1. Feb. 2014       | 28 min        |
|            |           | Eisenbahn-Romantik – Rekordverdächtige Bahnleistungen                | 2. Feb. 2014       | 89 min        |
| 807        | 5         | Lebensnerv der Savanne – Auf der Tazara in Tansanias Süden           | 8. Feb. 2014       | 29 min        |
| 808        | 6         | Nürnberger Spielwarenmesse 2014 – Teil 1                             | 15. Feb. 2014      | 29 min        |
| 809        | 7         | Nürnberger Spielwarenmesse 2014 – Teil 2                             | 22. Feb. 2014      | 29 min        |
| 810        | 8         | Des Kaisers alte Gleise – Mit der Central Line zum Tanganjikasee     | 28. Feb. 2014      | 29 min        |
| 811        | 9         | Auf winterlichen Gleisen dem Mont Blanc entgegen                     | 7. März 2014       | 29 min        |
| 812        | 10        | Oberlausitzer Impressionen – Die Waldeisenbahn von Bad Muskau        | 14. März 2014      | 29 min        |
| 813        | 11        | Balkan Nostalgie-Express Teil 1                                      | 21. März 2014      | 29 min        |
| 814        | 12        | Balkan Nostalgie-Express Teil 2                                      | 28. März 2014      | 29 min        |
| 815        | 13        | Europa Miniaturen – Modellbaumesse Dortmund                          | 4. Apr. 2014       | 29 min        |
| 816        | 14        | Die Mariazellerbahn – auf der Himmelstreppe zur Wallfahrt            | 11. Apr. 2014      | 29 min        |
|            |           | Eisenbahn-Romantik in den Schweizer Alpen                            | 19. Apr. 2014      | 89 min        |
| 817        | 15        | Dampfwolken im Bonanza Land                                          | 2. Mai 2014        | 29 min        |
|            |           | Eisenbahn-Romantik – Vom Schwarzwald zum Zuckerhut                   | 9. Juni 2014       | 89 min        |
| 818        | 16        | Das letzte Häusle – Modellbaufirma Vollmer schließt                  | 27. Juni 2014      | 29 min        |
| 819        | 17        | Der Rasende Roland – Mit Tempo 30 über die Insel Rügen               | 1. Aug. 2014       | 28 min        |
|            |           | Eisenbahn-Romantik – Von Wien ins Waldviertel                        | 23. Aug. 2014      | 90 min        |
| 820        | 18        | Mit dem Serra Verde Express durch den Süden Brasiliens               | 10. Okt. 2014      | 30 min        |
| 821        | 19        | Irland in einem Zug                                                  | 17. Okt. 2014      | 29 min        |
| 822        | 20        | Der Dschungelexpress von Madagaskar                                  | 24. Okt. 2014      | 30 min        |
| 823        | 21        | Elbe, Sandsteine, Eisenbahnen – unterwegs in der Sächsischen Schweiz | 31. Okt. 2014      | 30 min        |
| 824        | 22        | Modell-Landschaften in Europa – EXPO TRAINS in Luxembourg            | 7. Nov. 2014       | 29 min        |
| 825        | 23        | Züge im Maßstab 1:32 – Das Spur 1 Team Württemberg                   | 14. Nov. 2014      | 29 min        |
| 826        | 24        | Die Brenztalbahn                                                     | 21. Nov. 2014      | 30 min        |
| 827        | 25        | Tazzelwurm, Blitzschwoab und Springerle                              | 28. Nov. 2014      | 30 min        |
| 828        | 26        | KuK-Monarchie-Dampf-Express Teil 1                                   | 5. Dez. 2014       | 30 min        |
| 829        | 27        | Auf kleiner Spur durch Baden-Württemberg                             | 12. Dez. 2014      | 30 min        |
| 830        | 28        | Kleine Bahnen – große Gefühle – Modellträume im Miniaturmaßstab      | 19. Dez. 2014      | 30 min        |
| 832 XL     |           | Kaltes Herz und heißer Dampf – die Murgtalbahn                       | 25. Dez. 2014      | 45 min        |
|            |           | Damals wie heute – Eisenbahn-Romantik im Südwesten                   | 27. Dez. 2014      | 90 min        |

### 2015 (Folgen 831 bis 861)
| Nr. (ges.) | Nr. (St.) | Originaltitel                                                    | Erstausstrahlung D | Episodendauer |
| ---------- | --------- | ---------------------------------------------------------------- | ------------------ | ------------- |
| 831        | 1         | Vom Erzgebirge ins Kirnitzschtal                                 | 2. Jan. 2015       | 30 min        |
| 832        | 2         | Kaltes Herz und heißer Dampf – die Murgtalbahn                   | 9. Jan. 2015       | 30 min        |
| 833        | 3         | Südkorea – unterwegs im Land der Morgenstille                    | 16. Jan. 2015      | 30 min        |
| 834        | 4         | 100 Jahre Dampflokwerk Meiningen                                 | 23. Jan. 2015      | 30 min        |
| 835        | 5         | Echter Dampf mit kleiner Kohle – die Modell-Dampfer von Kürnbach | 30. Jan. 2015      | 28 min        |
| 836        | 6         | KuK-Monarchie-Dampf-Express Teil 2                               | 6. Feb. 2015       | 30 min        |
| 837        | 7         | Nürnberger Spielwarenmesse 2015 Teil 1                           | 13. Feb. 2015      | 30 min        |
| 838        | 8         | Nürnberger Spielwarenmesse 2015 Teil 2                           | 20. Feb. 2015      | 30 min        |
| 839        | 9         | Modellbahnjuwelen – ONTRAXS! 2013                                | 27. Feb. 2015      | 30 min        |
| 840        | 10        | Schienenabenteuer Myanmar, Teil 1                                | 6. März 2015       | 29 min        |
| 841        | 11        | Schienenabenteuer Myanmar, Teil 2                                | 13. März 2015      | 29 min        |
| 842        | 12        | Die Eisenbahn auf Mallorca                                       | 20. März 2015      | 30 min        |
| 843        | 13        | Von Bergen und Brücken – Auf schmaler Spur von Chur nach Arosa   | 27. März 2015      | 30 min        |
| 844        | 14        | Eisenbahn in Uruguay                                             | 12. Apr. 2015      | 30 min        |
| 845        | 15        | Im siebten Modellbahnhimmel – ONTRAXS! 2015                      | 19. Apr. 2015      | 30 min        |
| 846        | 16        | Die Sauschwänzlebahn                                             | 26. Apr. 2015      | 30 min        |
| 847        | 17        | The Ocean – Vom St. Lorenz Strom zum Atlantik                    | 10. Mai 2015       | 30 min        |
| 848        | 18        | Kamerun in einem Zug                                             | 17. Mai 2015       | 30 min        |
| 849        | 19        | Die Walhallabahn                                                 | 31. Mai 2015       | 30 min        |
| 850        | 20        | Kurvenreiche Moseltalbahn                                        | 13. Sep. 2015      | 30 min        |
| 851        | 21        | Die Altmühlbahn                                                  | 20. Sep. 2015      | 30 min        |
| 852        | 22        | Anekdoten-Archiv                                                 | 27. Sep. 2015      | 30 min        |
| 853        | 23        | Bahnbekanntschaften in Sankt Petersburg                          | 4. Okt. 2015       | 30 min        |
| 854        | 24        | Boliviens Andenbahn                                              | 11. Okt. 2015      | 30 min        |
| 855        | 25        | Boliviens Orientexpress                                          | 18. Okt. 2015      | 30 min        |
| 856        | 26        | Von New Orleans nach New York                                    | 25. Okt. 2015      | 30 min        |
| 857        | 27        | Die Schnellzug-Legende Baureihe 01                               | 7. Nov. 2015       | 30 min        |
| 858        | 28        | Per Bahn zu Shiva und Buddha – Eine Reise von Indien nach Nepal  | 14. Nov. 2015      | 30 min        |
| 859        | 29        | Winziges Waldviertel, wilder Westen                              | 28. Nov. 2015      | 30 min        |
| 860        | 30        | Internationaler Tag der Modelleisenbahn                          | 2. Dez. 2015       | 30 min        |
| 861        | 31        | Tief im Odenwald                                                 | 12. Dez. 2015      | 30 min        |

### 2016 (Folgen 862 bis 895)
| Nr. (ges.) | Nr. (St.) | Originaltitel                                                        | Erstausstrahlung D | Episodendauer |
| ---------- | --------- | -------------------------------------------------------------------- | ------------------ | ------------- |
| 862        | 1         | Nürnberger Spielwarenmesse 2016 – Teil 1                             | 13. Feb. 2016      | 30 min        |
| 863        | 2         | Nürnberger Spielwarenmesse 2016 – Teil 2                             | 20. Feb. 2016      | 30 min        |
| 864        | 3         | Braunes Gold und Eisenbahnen – Kohleabbau in der Lausitz             | 27. Feb. 2016      | 30 min        |
| 865        | 4         | Schlafend zum Baikalsee                                              | 5. März 2016       | 30 min        |
| 866        | 5         | Drei schwäbische Loks                                                | 12. März 2016      | 30 min        |
| 867        | 6         | Schienenpilger zwischen Latium und den Abruzzen                      | 19. März 2016      | 30 min        |
| 868        | 7         | Geheimnisvolle Moorbahnen                                            | 16. Apr. 2016      | 30 min        |
| 869        | 8         | Über dreizehn Brücken – Mit Diesel und Dampf durchs Obere Donautal   | 23. Apr. 2016      | 30 min        |
| 870        | 9         | Das Altensteigerle – ein unvergessener Schmalspurpionier             | 30. Apr. 2016      | 30 min        |
| 871        | 10        | Die Schnellzug-Legende Baureihe 01                                   | 7. Mai 2016        | 30 min        |
| 872        | 11        | Schatzkästlein 1 – Museumsbahnen                                     | 18. Juli 2016      | 30 min        |
| 873        | 12        | Schatzkästlein 2 – Modellbahnen                                      | 19. Juli 2016      | 30 min        |
| 874        | 13        | Schatzkästlein 3 – Bahnen und Menschen                               | 20. Juli 2016      | 30 min        |
| 875        | 14        | Schatzkästlein 4 – Abschied für immer                                | 21. Juli 2016      | 30 min        |
| 876        | 15        | Schatzkästlein 5 – Kurioses, Interessantes                           | 22. Juli 2016      | 30 min        |
| 877        | 16        | Der Eisenbahn-Romantiker Hagen von Ortloff – ein Portrait            | 23. Juli 2016      | 30 min        |
|            |           | 25 Jahre Eisenbahn-Romantik                                          | 24. Juli 2016      | 90 min        |
| 878        | 17        | Souvenirs, die Erste                                                 | 25. Juli 2016      | 30 min        |
| 879        | 18        | Souvenirs, die Zweite                                                | 26. Juli 2016      | 30 min        |
| 880        | 19        | Souvenirs, die Dritte                                                | 27. Juli 2016      | 30 min        |
| 881        | 20        | Souvenirs, die Vierte                                                | 28. Juli 2016      | 30 min        |
| 882        | 21        | Souvenirs, die Fünfte                                                | 29. Juli 2016      | 30 min        |
| 883        | 22        | Durch Dschungel und Savanne – Mit der Transgabonais über den Äquator | 17. Sep. 2016      | 30 min        |
| 884        | 23        | Bahnraritäten im Banat                                               | 24. Sep. 2016      | 30 min        |
| 865 XL     |           | Schlafend zum Baikalsee                                              | 27. Sep. 2016      | 45 min        |
| 885        | 24        | Stars of Sandstone                                                   | 1. Okt. 2016       | 30 min        |
| 886        | 25        | Die erste Runde – Auf der Prüfstrecke für Züge                       | 8. Okt. 2016       | 30 min        |
| 887        | 26        | Schatzkästlein 6 – Unruhige Zeiten                                   | 15. Okt. 2016      | 30 min        |
| 888        | 27        | Die Vinschgaubahn – Von Mals nach Meran                              | 22. Okt. 2016      | 30 min        |
| 889        | 28        | Bahnschatz Südtirol                                                  | 29. Okt. 2016      | 30 min        |
| 890        | 29        | Rheinromantik in einem Zug                                           | 5. Nov. 2016       | 30 min        |
| 891        | 30        | Schatzkästlein 7 – Aus fernen Ländern                                | 12. Nov. 2016      | 30 min        |
| 892        | 31        | Schatzkästlein 8 – Von Stationen und Statiönchen                     | 21. Nov. 2016      | 30 min        |
| 893        | 32        | Kaeserbergbahn – Die kleine Schweizer Traumwelt                      | 26. Nov. 2016      | 30 min        |
| 894        | 33        | Traumwerk – Modellbahn und Spielzeugwelt                             | 2. Dez. 2016       | 30 min        |
| 895        | 34        | Durch das Herz der Schweiz – der Gotthard-Basistunnel                | 10. Dez. 2016      | 30 min        |

### 2017 (Folgen 896 bis 918)
| Nr. (ges.) | Nr. (St.) | Originaltitel                                                        | Erstausstrahlung D | Episodendauer |
| ---------- | --------- | -------------------------------------------------------------------- | ------------------ | ------------- |
| 896        | 1         | Nürnberger Spielwarenmesse 2017                                      | 4. März 2017       | 30 min        |
| 897        | 2         | Bahnhof Pasewalk – Wartehalle des Lebens                             | 11. März 2017      | 29 min        |
| 898        | 3         | Dampfreise in die Karpaten (1/2)                                     | 18. März 2017      | 30 min        |
| 899        | 4         | Estlands Eisenbahnen – Mit 191 Tonnen in die Unabhängigkeit          | 25. März 2017      | 30 min        |
| 900        | 5         | Die Pilatusbahn – Steilste Zahnradbahn der Welt                      | 1. Apr. 2017       | 30 min        |
| 901        | 6         | Schatzkästlein 9 – Vom Adler zum ICE                                 | 8. Apr. 2017       | 30 min        |
| 902        | 7         | Schatzkästlein 10 – Mit Dampf, Strom und Diesel                      | 22. Apr. 2017      | 30 min        |
| 903        | 8         | Die ukrainischen Karpaten – Dampf und mehr (2/2)                     | 6. Mai 2017        | 30 min        |
| 904        | 9         | Am Kanal entlang – Eisenbahn in Panama                               | 13. Mai 2017       | 30 min        |
| 905        | 10        | Nariz del Diablo – Unterwegs auf der transecuadorianischen Eisenbahn | 20. Mai 2017       | 30 min        |
| 906        | 11        | Auf der Main Line durch Sri Lanka                                    | 27. Mai 2017       | 30 min        |
| 907        | 23        | Die Fichtelgebirgsbahnen – Eine Spurensuche                          | 9. Dez. 2017       | 30 min        |
| 908        | 12        | Bahnmagazin Südwest                                                  | 23. Sep. 2017      | 30 min        |
| 909        | 13        | Faller – Schmuckschmiede der Modellwelt                              | 30. Sep. 2017      | 30 min        |
| 910        | 14        | Bahnabenteuer Iran                                                   | 7. Okt. 2017       | 30min         |
| 911        | 15        | Die Chiemseebahn                                                     | 13. Okt. 2017      | 30 min        |
| 912        | 16        | Mit Pink Rail nach Neustrelitz                                       | 20. Okt. 2017      | 30 min        |
| 913        | 17        | Granteln gehört dazu – Wien und seine Bahnen                         | 28. Okt. 2017      | 30 min        |
| 914        | 18        | Kärnten – Sonne, See und Dampf                                       | 4. Nov. 2017       | 30 min        |
| 915        | 19        | Die Straßenbahnen von Thuin                                          | 11. Nov. 2017      | 30 min        |
| 916        | 20        | Zwischen Vulkanen und Pazifik – Museumsbahnen im Nordwesten der USA  | 18. Nov. 2017      | 30 min        |
| 917        | 21        | Härtsfeld-Museumsbahn                                                | 25. Nov. 2017      | 30 min        |
| 918        | 22        | Bella Italia im Miniaturwunderland                                   | 2. Dez. 2017       | 30 min        |

### 2018 (Folgen 919 bis 948)
| Nr. (ges.) | Nr. (St.) | Originaltitel                                              | Erstausstrahlung D | Episodendauer |
| ---------- | --------- | ---------------------------------------------------------- | ------------------ | ------------- |
| 919        | 1         | Schatzkästlein 11 – Die Elektrische                        | 13. Jan. 2018      | 29 min        |
| 920        | 2         | Schatzkästlein 12 – Treue Freunde                          | 27. Jan. 2018      | 30 min        |
| 921        | 3         | Schatzkästlein 13 – Bahnalltag in den 60ern                | 17. Feb. 2018      | 30 min        |
| 922        | 4         | Nürnberger Spielwarenmesse 2018                            | 24. Feb. 2018      | 30 min        |
| 923        | 5         | Eisenbahnbilder Berlin – Zeitreise entlang der Stadtbahn   | 3. März 2018       | 30 min        |
| 924        | 6         | Eisenbahnbilder Berlin – Auf Gleisen in den Untergrund     | 10. März 2018      | 30 min        |
| 925        | 7         | Bahnmagazin Südwest – Die Milliarden-Projekte              | 17. März 2018      | 30 min        |
| 926        | 8         | Stellwerk S – Stuttgart im Modell                          | 24. März 2018      | 30 min        |
| 927        | 9         | Reizvolle Strecken im Südwesten                            | 7. Apr. 2018       | 30 min        |
| 928        | 10        | Als „Der Rhein“ in den Rhein fiel                          | 14. Apr. 2018      | 30 min        |
| 929        | 11        | Die Küstentram von Belgien                                 | 21. Apr. 2018      | 30 min        |
| 930        | 12        | Von Sachsen auf die Ostalb – Modellbahnwelten in H0        | 5. Mai 2018        | 30 min        |
| 931        | 13        | Dampfbahn-Verein Zürcher Oberland                          | 12. Mai 2018       | 30 min        |
|            |           | Glacierexpress – Von St. Moritz zum Matterhorn             | 21. Mai 2018       | 90 min        |
| 932        | 14        | 25 Jahre Schatzsuche                                       | 26. Mai 2018       | 30 min        |
| 933        | 15        | Die Rhein-Haardtbahn – Zwischen Großstadt und Weinland     | 2. Juni 2018       | 30 min        |
| 934        | 16        | Vikingtrain – Auf der Eisernen Seidenstraße bis zur Ostsee | 9. Juni 2018       | 30 min        |
| 935        | 17        | Gartenbahnen in Portland                                   | 14. Sep. 2018      | 30 min        |
|            |           | Jäger der versunkenen Lok                                  | 16. Sep. 2018      | 90 min        |
| 936        | 18        | Eisenbahnpioniere im Südwesten                             | 22. Sep. 2018      | 30 min        |
| 937        | 19        | Jetzt oder nie!                                            | 29. Sep. 2018      | 30 min        |
| 938        | 20        | Von Lüttich nach Antwerpen                                 | 5. Okt. 2018       | 30 min        |
| 939        | 21        | Mit der Schmalspurbahn in Russlands Vergangenheit          | 12. Okt. 2018      | 30 min        |
|            |           | Als die Eisenbahn in den Südwesten kam                     | 21. Okt. 2018      | 45 min        |
| 940        | 22        | Dampf am Ijsselmeer – Das Stoomtram-Museum Hoorn-Medemblik | 26. Okt. 2018      | 30 min        |
| 941        | 23        | Der Bahnhof Metz                                           | 2. Nov. 2018       | 30 min        |
| 942        | 24        | 125 Jahre Schwäbische Alb-Bahn                             | 9. Nov. 2018       | 30 min        |
| 943        | 25        | 50 Jahre LGB – Wie die Bahn in den Garten kam              | 16. Nov. 2018      | 30 min        |
| 944        | 26        | Mit dem Läufelfingerli durch den Schweizer Jura            | 23. Nov. 2018      | 30 min        |
| 945        | 27        | Blech, Karton & Co. – historische Modellbahnschätze        | 30. Nov. 2018      | 30 min        |
| 946        | 28        | Die Böhmische Schweiz durchs Zugfenster                    | 7. Dez. 2018       | 30 min        |
| 947        | 29        | Schatzkästlein 14 – Reisen in den Norden                   | 14. Dez. 2018      | 30 min        |
| 948        | 30        | Straßenbahn-Europameisterschaft in Stuttgart               | 21. Dez. 2018      | 30 min        |

### 2019 (Folgen 949 bis 980)
| Nr. (ges.) | Nr. (St.) | Originaltitel                                                                       | Erstausstrahlung D | Episodendauer |
| ---------- | --------- | ----------------------------------------------------------------------------------- | ------------------ | ------------- |
| 961        | 1         | Die Bilanz                                                                          | 4. Jan. 2019       | 30 min        |
|            |           | Winterzauber Schweiz                                                                | 6. Jan. 2019       | 90 min        |
| 949        | 2         | Schatzkästlein 15 – Die letzte Fahrt                                                | 11. Jan. 2019      | 29 min        |
| 950        | 3         | Dampfspektakel Trier und Abschied bei der Waldenburgerbahn                          | 18. Jan. 2019      | 30 min        |
| 951        | 4         | Glacierexpress – Von St. Moritz in die Rheinschlucht                                | 25. Jan. 2019      | 30 min        |
| 952        | 5         | Glacierexpress – Von Disentis ins Wallis                                            | 1. Feb. 2019       | 30 min        |
| 953        | 6         | Glacierexpress – Von Brig zum Matterhorn                                            | 8. Feb. 2019       | 30 min        |
| 954        | 7         | Durchs Böhmische Mittelgebirge nach Prag                                            | 15. Feb. 2019      | 30 min        |
| 955        | 8         | Nürnberger Spielwarenmesse 2019                                                     | 22. Feb. 2019      | 30 min        |
| 956        | 9         | Auf Schienen an die Dänische Riviera – Von Insel zu Insel                           | 1. März 2019       | 30 min        |
| 957        | 10        | Die Lemvigbahn - Hyggelig durch Dänemark                                            | 8. März 2019       | 30 min        |
| 958        | 11        | Von altem Eisen und neuen Zügen im Sudan                                            | 15. März 2019      | 30 min        |
| 959        | 12        | Vom Blauen Nil ans Rote Meer                                                        | 22. März 2019      | 30 min        |
| 960        | 13        | Der Velay-Express – Dampf und Diesel im Zentralmassiv                               | 29. März 2019      | 30 min        |
| 962        | 14        | Mit der Bahn nach Hotzenplotz – Auf schmaler Spur durch Tschechisch-Schlesien       | 5. Apr. 2019       | 30 min        |
| 963        | 15        | Die Pustertalbahn – Spuren im Südtiroler Schnee                                     | 12. Apr. 2019      | 30 min        |
| 964        | 16        | Bahnknoten Portland                                                                 | 3. Mai 2019        | 30 min        |
| 965        | 17        | Das Eisenbahnmuseum Mulhouse                                                        | 10. Mai 2019       | 29 min        |
| 966        | 18        | Trambahnen und Schmugglerzüge in Äthiopien                                          | 17. Mai 2019       | 30 min        |
| 967        | 19        | Straßburg, grenzenloser Schienenverkehr                                             | 24. Mai 2019       | 30 min        |
| 968        | 20        | Bahnen und Menschen im Südwesten – Politiker und die Eisenbahn                      | 13. Sep. 2019      | 30 min        |
| 969        | 21        | Kathedralen des Industriezeitalters – Gare de Lyon                                  | 20. Sep. 2019      | 30 min        |
| 970        | 22        | Ein Leben für den guten Anschluss – Der Pfälzer Bahnretter                          | 27. Sep. 2019      | 30 min        |
| 971        | 23        | Côte Bleue – Von Miramas nach Carry-le-Rouet                                        | 11. Okt. 2019      | 30 min        |
| 972        | 24        | Côte Bleue – Von Carry le Rouet nach Marseille                                      | 18. Okt. 2019      | 30 min        |
| 973        | 25        | Die Gäubahn – Das Ende einer Magistrale?                                            | 25. Okt. 2019      | 30 min        |
| 974        | 26        | Sachalin – Eisenbahngrüße vom Ende der Welt                                         | 8. Nov. 2019       | 30 min        |
| 975        | 27        | Vom Bockerl in Bayern in den Wilden Westen – Zwei Modellbahnen auf zwei Kontinenten | 15. Nov. 2019      | 30 min        |
| 976        | 28        | Kathedralen des Industriezeitalters – St. Pancras                                   | 22. Nov. 2019      | 30 min        |
| 977        | 29        | Der Churchill-Pfeil                                                                 | 29. Nov. 2019      | 30 min        |
| 978        | 30        | Fremo – Europäische Modellbahnergemeinschaft                                        | 6. Dez. 2019       | 30 min        |
| 979        | 31        | Borneo – Dampfreise in die Vergangenheit                                            | 13. Dez. 2019      | 30 min        |
| 980        | 32        | Die Dschungelbahn von Borneo                                                        | 20. Dez. 2019      | 30 min        |

### 2020 (Folgen 981 bis 1006)
| Nr. (ges.) | Nr. (St.) | Originaltitel                                                     | Erstausstrahlung D | Episodendauer |
| ---------- | --------- | ----------------------------------------------------------------- | ------------------ | ------------- |
| 981        | 1         | Die Landenbergers unter Dampf – Eine Schweizer Familie            | 17. Jan. 2020      | 30 min        |
| 982        | 2         | Wolken, Wolle, Wales – Auf der Cambrian Line nach Aberystwyth     | 24. Jan. 2020      | 30 min        |
| 983        | 3         | Neuanfang auf Sachalin – Von Schmal- zu Breitspur                 | 31. Jan. 2020      | 30 min        |
| 984        | 4         | Kathedralen des Industriezeitalters – Antwerpen                   | 7. Feb. 2020       | 29 min        |
| 985        | 5         | Die Nonstalbahn – Im Trenino durchs Trentino                      | 14. Feb. 2020      | 30 min        |
| 986        | 6         | Nürnberger Spielwarenmesse 2020                                   | 21. Feb. 2020      | 30 min        |
| 987        | 7         | Kathedralen des Industriezeitalters – Mailand                     | 28. Feb. 2020      | 30 min        |
| 988        | 8         | Entlang der Cambrian Coast in Wales – Ein Gleis und viele Drachen | 6. März 2020       | 30 min        |
| 989        | 9         | Neues Leben auf alten Gleisen                                     | 13. März 2020      | 30 min        |
| 990        | 10        | Frankfurt und die Schienen am Main – Nostalgie und Industrie      | 20. März 2020      | 30 min        |
| 991        | 11        | Kathedralen des Industriezeitalters – Budapest                    | 27. März 2020      | 30 min        |
| 992        | 12        | Endstation französische Grenze – Die Niedtalbahn                  | 3. Apr. 2020       | 30 min        |
| 993        | 13        | Die Württembergische Schwarzwaldbahn                              | 17. Apr. 2020      | 30 min        |
| 994        | 14        | Zahnrad, Dampf und Hochgebirge – Die Brienz-Rothorn-Bahn          | 8. Mai 2020        | 30 min        |
| 995        | 15        | Der kleine Zug – Mit der Eisenbahn durch Korsika                  | 15. Mai 2020       | 29 min        |
| 996        | 16        | Ein Mann für alle Gleise – Der Verkehrsoptimierer aus dem Ländle  | 2. Okt. 2020       | 30 min        |
| 997        | 17        | Frischer Dampf rund um Sankt Petersburg                           | 9. Okt. 2020       | 30 min        |
| 998        | 18        | Modellbahn Vignetten aus Europas Provinz                          | 16. Okt. 2020      | 30 min        |
| 999        | 19        | Die Rheinhessen und ihr Bawettchen – Erinnerung und Spurensuche   | 23. Okt. 2020      | 30 min        |
| 1000       | 20        | Folge 1000                                                        | 1. Nov. 2020       | 60 min        |
| 1001       | 21        | Hakata Station – Highspeed, Luxus, Höflichkeit                    | 13. Nov. 2020      | 30 min        |
| 1002       | 22        | Kyushu – Auf schmaler Spur durch Japans Süden                     | 20. Nov. 2020      | 30 min        |
| 1003       | 23        | Stuttgart 21 – 10 Jahre Schlichtung                               | 27. Nov. 2020      | 30 min        |
| 1004       | 24        | Mit der Modellbahn durch die USA                                  | 4. Dez. 2020       | 30 min        |
| 1005       | 25        | Ostbahn – Von Berlin in Richtung Masuren                          | 11. Dez. 2020      | 30 min        |
| 1006       | 26        | Modellbahntage Stetten – das Beste aus drei Jahren                | 18. Dez. 2020      | 30 min        |

### 2021 (Folgen 1007 bis 1026)
| Nr. (ges.) | Nr. (St.) | Originaltitel                                                       | Erstausstrahlung D  | Episodendauer |
| ---------- | --------- | ------------------------------------------------------------------- | ------------------- | ------------- |
| 1007       | 1         | Mongolei – Land des blauen Himmels                                  | 5. Feb. 2021        | 30 min        |
| 1008       | 2         | Modellbahn im Stellwerk – Eisenbahnfreunde Donaueschingen           | 12. Feb. 2021       | 30 min        |
| 1009       | 3         | Basel Badischer Bahnhof – und ein Speisewagen                       | 19. Feb. 2021       | 30 min        |
| 1010       | 4         | Nürnberger Spielwarenmesse 2021                                     | 26. Feb. 2021       | 30 min        |
| 1011       | 5         | Der Wilde Robert – Döllnitzbahn – Original und Modell 2021          | 5. März 2021        | 30 min        |
| 1012       | 6         | Lokdown                                                             | 26. März 2021       | 30 min        |
| 1013       | 7         | 30 Jahre ICE                                                        | 28. Mai 2021        | 30 min        |
| 1014       | 8         | Die Biberbahn – Neubeginn zwischen Bodensee und Donau               | 24. Sep. 2021       | 30 min        |
| 1015       | 9         | An der Sandalgarve in Portugal – Blaue Züge, blaues Meer            | 1. Okt. 2021        | 30 min        |
| 1016       | 10        | An der Felsalgarve in Portugal – Der Zug und der Wind               | 8. Okt. 2021        | 30 min        |
| 1017       | 11        | Das Mansfelder Land – Vielfalt auf Schienen                         | 15. Okt. 2021       | 30 min        |
| 1018       | 12        | Mauretanien – mit dem Eisenerzzug durch die Wüste                   | 22. Okt. 2021       | 30 min        |
| 1019       | 13        | Die Polarbahn – Russlands nördlichste Bahnlinie                     | 29. Okt. 2021       | 30 min        |
| 1023 XL    |           | Bahnknoten Kyoto                                                    | 1. Nov. 2021 (3sat) | 45 min        |
| 1020       | 14        | Bahnmagazin ICE & CO – Innovationen damals und heute                | 5. Nov. 2021        | 30 min        |
| 1021       | 15        | Kambodschas Bambusbahn – Unterwegs zwischen Reisfeldern             | 12. Nov. 2021       | 30 min        |
| 1022       | 16        | Nach der Flut – Neubeginn zwischen Ahr und Eifel                    | 19. Nov. 2021       | 30 min        |
| 1023       | 17        | Bahnknoten Kyoto                                                    | 26. Nov. 2021       | 30 min        |
| 1024       | 18        | Kyoto – Tempel, Shinkansen & Co.                                    | 3. Dez. 2021        | 30 min        |
| 1025       | 19        | Unterwegs auf großer Spur – Modellbahner im Norden                  | 10. Dez. 2021       | 30 min        |
| 1026       | 20        | Eisenbahnknoten Lehrte – ein Museumsstellwerk und noch viel mehr... | 17. Dez. 2021       | 30 min        |

### 2022 (Folgen 1027 bis 1048)
| Nr. (ges.) | Nr. (St.) | Originaltitel                                                     | Erstausstrahlung D | Episodendauer |
| ---------- | --------- | ----------------------------------------------------------------- | ------------------ | ------------- |
| 1027       | 1         | Durch Myanmar im Mandalay-Lashio-Express                          | 21. Jan. 2022      | 30 min        |
| 1028       | 2         | Peloponnes – Schmalspurbahnen zwischen Meer und Olivenhainen      | 28. Jan. 2022      | 30 min        |
| 1029       | 3         | Durchs Hochland von Angola – die Benguela-Bahn                    | 4. Feb. 2022       | 30 min        |
| 1030       | 4         | Innovative Sachsen – die PRESS, nostalgisch, modern und jung      | 11. Feb. 2022      | 29 min        |
| 1031       | 5         | Durch die Schluchten Montenegros                                  | 18. Feb. 2022      | 30 min        |
| 1032       | 6         | Modellbahn-Neuheiten 2022                                         | 25. Feb. 2022      | 30 min        |
| 1033       | 7         | Kenias moderne Magistrale                                         | 4. März 2022       | 30 min        |
| 1034       | 8         | Town-Trip Nairobi                                                 | 11. März 2022      | 30 min        |
| 1035       | 9         | Modellbahnclubs und ihre Schauanlagen – Fünf Stück Heimat         | 18. März 2022      | 30 min        |
| 1036       | 10        | Auf Draculas Spuren - Mit dem Zug durch Transsilvanien            | 25. März 2022      | 30 min        |
| 1037       | 11        | Die Schätze Transsilvaniens - Von Bahnen und Vampiren             | 1. Apr. 2022       | 30 min        |
| 1038       | 12        | IBM – Bassumer Modellbahner                                       | 8. Apr. 2022       | 30 min        |
| 1039       | 13        | Die Schättere auf neuen Gleisen - Von Neresheim zum Härtsfeldsee  | 6. Mai 2022        | 30 min        |
| 1040       | 14        | Mit der Iseobahn durch die Lombardei                              | 21. Okt. 2022      | 30 min        |
| 1041       | 15        | Entlang des Isergebirges in Tschechien – Von Liberec nach Kořenov | 28. Okt. 2022      | 30 min        |
| 1042       | 16        | Die Zackenbahn von Tschechien nach Polen – Ein Zug verbindet      | 4. Nov. 2022       | 30 min        |
| 1043       | 17        | Eisenbahner im Widerstand – 1933 bis 1939                         | 11. Nov. 2022      | 30 min        |
| 1044       | 18        | Eisenbahner im Widerstand – 1940 bis 1945                         | 18. Nov. 2022      | 30 min        |
| 1045       | 19        | DAMPFBAHN-ROUTE Sachsen – Regionen Leipzig und Dresden            | 25. Nov. 2022      | 29 min        |
| 1046       | 20        | Rund um Athen – Griechische Eisenbahngeschichte                   | 2. Dez. 2022       | 30 min        |
| 1047       | 21        | Bahnmagazin – Ein Weltrekordversuch und 100 Jahre Stuttgart Hbf   | 9. Dez. 2022       | 30 min        |
| 1048       | 22        | Winter im Waadtland – Zahnradbahn in den Schnee                   | 16. Dez. 2022      | 30 min        |

### 2023 (Folgen 1049 bis 1061)
| Nr. (ges.) | Nr. (St.) | Originaltitel                                               | Erstausstrahlung D | Episodendauer |
| ---------- | --------- | ----------------------------------------------------------- | ------------------ | ------------- |
| 1049       | 1         | DAMPFBAHN-ROUTE Sachsen – Regionen Erzgebirge und Lausitz   | 20. Jan. 2023      | 30 min        |
| 1050       | 2         | Die Zacke – Neue Zahnradbahnwagen für Stuttgart             | 27. Jan. 2023      | 30 min        |
| 1051       | 3         | Modellbahn-Neuheiten 2023                                   | 24. Feb. 2023      | 30 min        |
| 1052       | 4         | Durch Porto mit der Elektrischen                            | 3. März 2023       | 30 min        |
| 1053       | 5         | Die Aspangbahn – Der Traum von der k.u.k.-Magistrale        | 10. März 2023      | 30 min        |
| 1054       | 6         | Mit dem Zug durch Portugals Weltkulturerbe – Der Mira Douro | 17. März 2023      | 30 min        |
| 1055       | 7         | Von Dublin nach Nordirland                                  | 24. März 2023      | 30 min        |
| 1056       | 8         | Die irische Ostküste – Von Rosslare Richtung Dublin         | 17. Nov. 2023      | 30 min        |
| 1057       | 9         | Auf der Alsenzbahn durch die Pfalz                          | 24. Nov. 2023      | 30 min        |
| 1058       | 10        | Hochöfen, Zechen, Stahl – Das Revier im Modell              | 1. Dez. 2023       | 30 min        |
| 1059       | 11        | Nach Budapest entlang des Plattensees                       | 8. Dez. 2023       | 30 min        |
| 1060       | 12        | Die Inselbahn Wangerooge                                    | 15. Dez. 2023      | 30 min        |
| 1061       | 13        | Die Rigi – Zwei Bahnen auf einem Berg                       | 22. Dez. 2023      | 30 min        |

### 2024 (Folgen 1062 bis 1076)
| Nr. (ges.) | Nr. (St.) | Originaltitel                                                       | Erstausstrahlung D | Episodendauer |
| ---------- | --------- | ------------------------------------------------------------------- | ------------------ | ------------- |
| 1062       | 1         | Die Oldtimer der Rigi-Bahnen – Lok 7 und andere Raritäten           | 19. Jan. 2024      | 30 min        |
| 1063       | 2         | Braunkohle, Bagger, Briketts – Die Modellbahner aus Hoyerswerda     | 26. Jan. 2024      | 29 min        |
| 1064       | 3         | Bo’Bo’ – die Schweizer Loklegende Re 4/4                            | 2. Feb. 2024       | 30 min        |
| 1065       | 4         | Mit dem Zug in die Puszta                                           | 9. Feb. 2024       | 30 min        |
| 1066       | 5         | Eisenbahnerstadt Kornwestheim – Der Rangierbahnhof                  | 16. Feb. 2024      | 30 min        |
|            |           | Eisenbahn Postkarten-Museum Oschatz Suedbahnhof                     | 22. Feb. 2024      | 10 min        |
| 1067       | 6         | Transiberiana d’Italia – im Centoporte durch die Abruzzen           | 23. Feb. 2024      | 30 min        |
| 1068       | 7         | Karibik-Kreuzfahrt mit dem Zuckerrohrzug – St. Kitts Scenic Railway | 1. März 2024       | 30 min        |
| 1069       | 8         | Eisenbahnerstadt Kornwestheim – Die Bahn prägt den Ort              | 8. März 2024       | 30 min        |
| 1070       | 9         | Modellbahn-Neuheiten 2024                                           | 15. März 2024      | 30 min        |
| 1071       | 10        | Stuttgart–Ulm mit Hochgeschwindigkeit                               | 22. März 2024      | 30 min        |
|            |           | Neue Modelle in H0 – Impressionen                                   | 29. März 2024      | 10 min        |
|            |           | Diesellok-Legende V 112 der PRESS                                   | 28. Apr. 2024      | 10 min        |
|            |           | Die Rigi – Zum Gipfel auf zwei Bahnen                               | 18. Mai 2024       | 45 min        |
|            |           | Heimbuchenthal im Spessart                                          | 10. Juli 2024      | 10 min        |
|            |           | Modellbau im Team – Reviermodule e. V.                              | 7. Aug. 2024       | 10 min        |
|            |           | Chile                                                               | 17. Aug. 2024      | 10 min        |
|            |           | Lok-Transport auf dem Tieflader                                     | 31. Aug. 2024      | 10 min        |
|            |           | Mara Harbor                                                         | 2. Sep. 2024       | 10 min        |
| 1072       | 11        | Zug der Einheit – Von Hanoi nach Hue                                | 22. Nov. 2024      | 30 min        |
| 1073       | 12        | Zug der Einheit – Vom Wolkenpass nach Ho-Chi-Minh-Stadt             | 29. Nov. 2024      | 30 min        |
| 1074       | 13        | Zukunft Bahn                                                        | 6. Dez. 2024       | 30 min        |
| 1075       | 14        | Zum Matterhorn mit der Zahnradbahn                                  | 12. Dez. 2024      | 30 min        |
| 1076       | 15        | Winter in Zermatt – Zahnradbahn Richtung Matterhorn                 | 19. Dez. 2024      | 30 min        |

### 2025 (ab Folge 1077)
| Nr. (ges.) | Nr. (St.) | Originaltitel                                            | Erstausstrahlung D | Episodendauer |
| ---------- | --------- | -------------------------------------------------------- | ------------------ | ------------- |
| 1077       | 1         | Bahnknoten Kanazawa – Japans Westküste a                 | 24. Jan. 2025      | 30 min        |
| 1078       | 2         | Zwischen Schluchten und Meer – Die Bahnen Toyamas a      | 31. Jan. 2025      | 30 min        |
| 1079       | 3         | Thailand – Auf Schienen zwischen Kanälen und Flüssen     | 7. Feb. 2025       | 30 min        |
| 1080       | 4         | Die Todesbahn in Thailand                                | 14. Feb. 2025      | 30 min        |
| 1081       | 5         | Ein Eisenbahnerleben – Gerhard Soukup                    | 21. Feb. 2025      | 30 min        |
| 1082       | 6         | Kirschblüten und Bummelzüge – Die Notohalbinsel in Japan | 28. Feb. 2025      | 30 min        |